# Fontenoy-le-Château
Ne doit pas être confondu avec Fontenois-la-Ville.
Pour les articles homonymes, voir Fontenoy.
Fontenoy-le-Château est une commune française de Lorraine, située dans le département des Vosges, en région Grand Est. Elle appartient à la communauté d'agglomération d'Épinal.

### Localisation

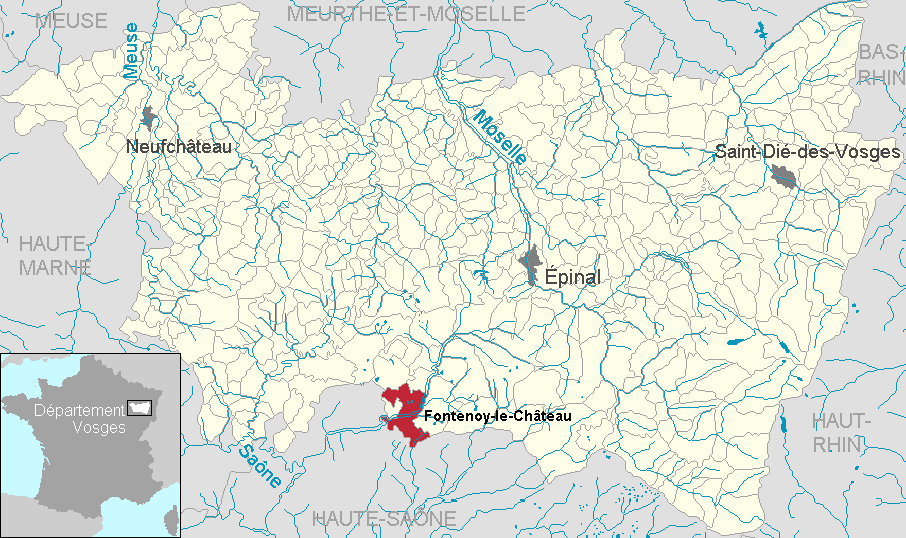
Localisation de Fontenoy-le-Château dans le département.

### Situation

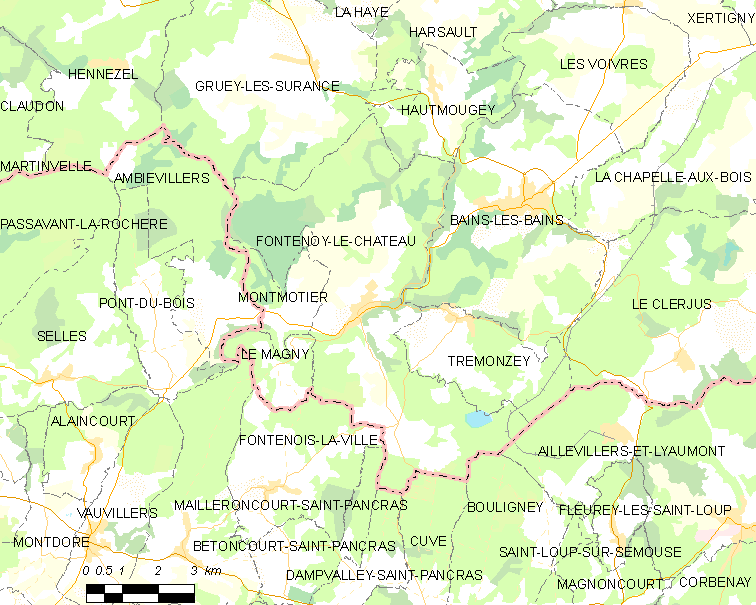
Situation géographique de Fontenoy-le-Château.

## Géographie

### Voies de communication et transports
La liaison par la route entre Bains-les-Bains et Fontenoy-le-Château est grandement améliorée en 1888 par la création d'un chemin de grande communication sur la rive gauche du Côney et qui prolonge la rue de L'Achenale. Le chemin existant est surélevé au niveau du Moulin-Cotant,,.
Fontenoy est aujourd'hui traversé par les routes départementales D 434, ancien chemin de grande communication Bains — Fontenoy, et D 40.

#### SNCF
La gare la plus proche est la gare de Bains-les-Bains, située à 7 km sur la commune du Clerjus.

### Hydrographie et les eaux souterraines
Hydrogéologie et climatologie : Système d’information pour la gestion des eaux souterraines du bassin Rhin-Meuse :
Territoire communal : Occupation du sol (Corinne Land Cover); Cours d'eau (BD Carthage),
Géologie : Carte géologique; Coupes géologiques et techniques,
 Hydrogéologie : Masses d'eau souterraine; BD Lisa; Cartes piézométriques.
La commune est située dans le bassin versant de la Saône au sein du bassin Rhône-Méditerranée-Corse. Elle est drainée par le canal de l'Est, le Coney, le ruisseau Bon Vin, le ruisseau de Gruey, le ruisseau du Chânet, la Bécène, le ruisseau de Falvinfoing, le ruisseau de la Fresse, le ruisseau de Quicorne, le ruisseau des Arsondieux et le ruisseau du Pont Mirot.
Le Canal de l'Est, d'une longueur totale de 50,6 km, passe dans la commune de Girancourt et poursuit son cours dans la Saône à Corre, après avoir traversé 14 communes.
Le Côney, d'une longueur totale de 55,2 km, prend sa source dans la commune de Dounoux et se jette dans le canal de l'Est à Corre, après avoir traversé 20 communes.
Au lieu-dit les Fontaines Chaudes, on trouve des sources dont l'eau est à 24 °C.

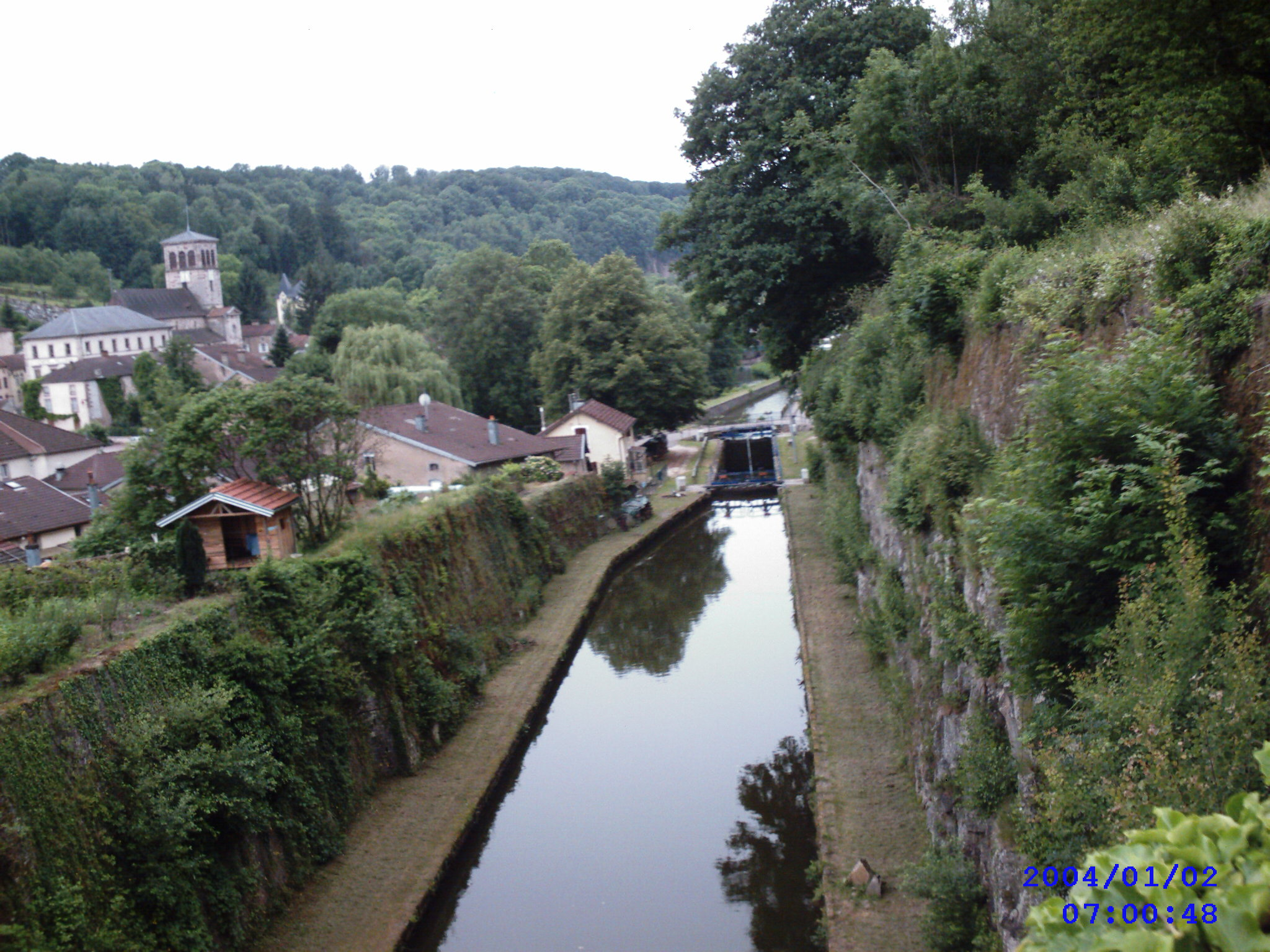
La tranchée du canal de l'Est.
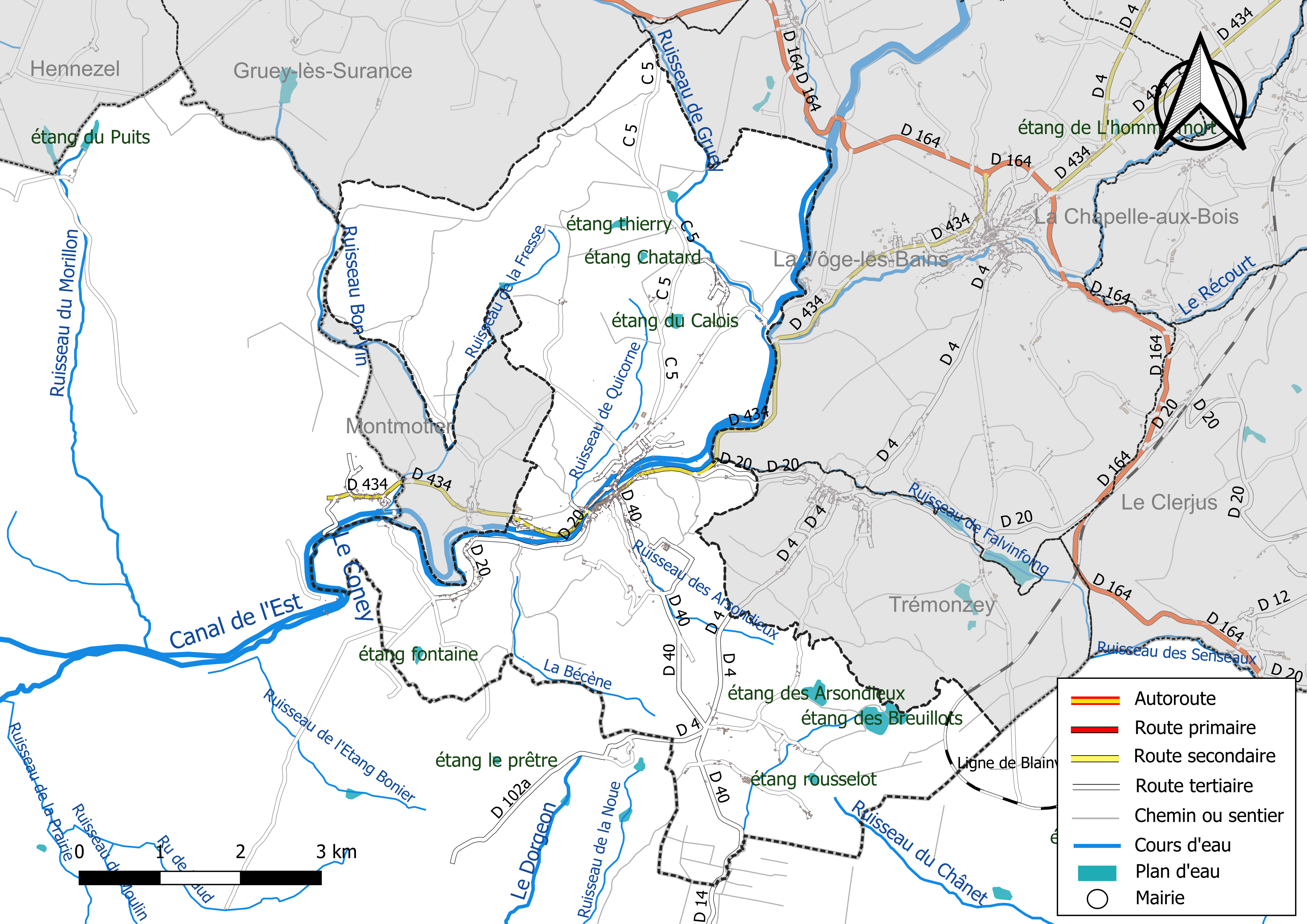
Réseaux hydrographique et routier de Fontenoy-le-Château.

La qualité des eaux de baignade et des cours d’eau peut être consultée sur un site dédié géré par les agences de l’eau et l’Agence française pour la biodiversité.

### Climat
Pour des articles plus généraux, voir Climat du Grand Est et Climat des Vosges.
En 2010, le climat de la commune est de type climat de montagne, selon une étude du Centre national de la recherche scientifique s'appuyant sur une série de données couvrant la période 1971-2000. En 2020, Météo-France publie une typologie des climats de la France métropolitaine dans laquelle la commune est exposée à un climat semi-continental et se situe dans la région climatique  Lorraine, plateau de Langres, Morvan, caractérisée par un hiver rude (1,5 °C), des vents modérés et des brouillards fréquents en automne et hiver. 
Pour la période 1971-2000, la température annuelle moyenne est de 9,9 °C, avec une amplitude thermique annuelle de 16,8 °C. Le cumul annuel moyen de précipitations est de 1 051 mm, avec 13,6 jours de précipitations en janvier et 9,9 jours en juillet. Pour la période 1991-2020, la température moyenne annuelle observée sur la station météorologique de Météo-France la plus proche, « Bains », sur la commune de La Vôge-les-Bains à 6 km à vol d'oiseau, est de 10,5 °C et le cumul annuel moyen de précipitations est de 1 356,7 mm. 
La température maximale relevée sur cette station est de 40,8 °C, atteinte le 25 juillet 2019 ; la température minimale est de −21,4 °C, atteinte le 24 décembre 2001,,. 
Les paramètres climatiques de la commune ont été estimés pour le milieu du siècle (2041-2070) selon différents scénarios d'émission de gaz à effet de serre à partir des nouvelles projections climatiques de référence DRIAS-2020. Ils sont consultables sur un site dédié publié par Météo-France en novembre 2022.

## Urbanisme

### Typologie
Au 1er janvier 2024, Fontenoy-le-Château est catégorisée commune rurale à habitat dispersé, selon la nouvelle grille communale de densité à sept niveaux définie par l'Insee en 2022.
Elle est située hors unité urbaine et hors attraction des villes,.

### Occupation des sols
L'occupation des sols de la commune, telle qu'elle ressort de la base de données européenne d’occupation biophysique des sols Corine Land Cover (CLC), est marquée par l'importance des forêts et milieux semi-naturels (63,3 % en 2018), une proportion identique à celle de 1990 (63,3 %). La répartition détaillée en 2018 est la suivante :
forêts (60,5 %), prairies (20,8 %), terres arables (10,2 %), zones agricoles hétérogènes (3,5 %), milieux à végétation arbustive et/ou herbacée (2,9 %), zones urbanisées (1,5 %), eaux continentales (0,6 %). L'évolution de l’occupation des sols de la commune et de ses infrastructures peut être observée sur les différentes représentations cartographiques du territoire : la carte de Cassini (XVIIIe siècle), la carte d'état-major (1820-1866) et les cartes ou photos aériennes de l'IGN pour la période actuelle (1950 à aujourd'hui).

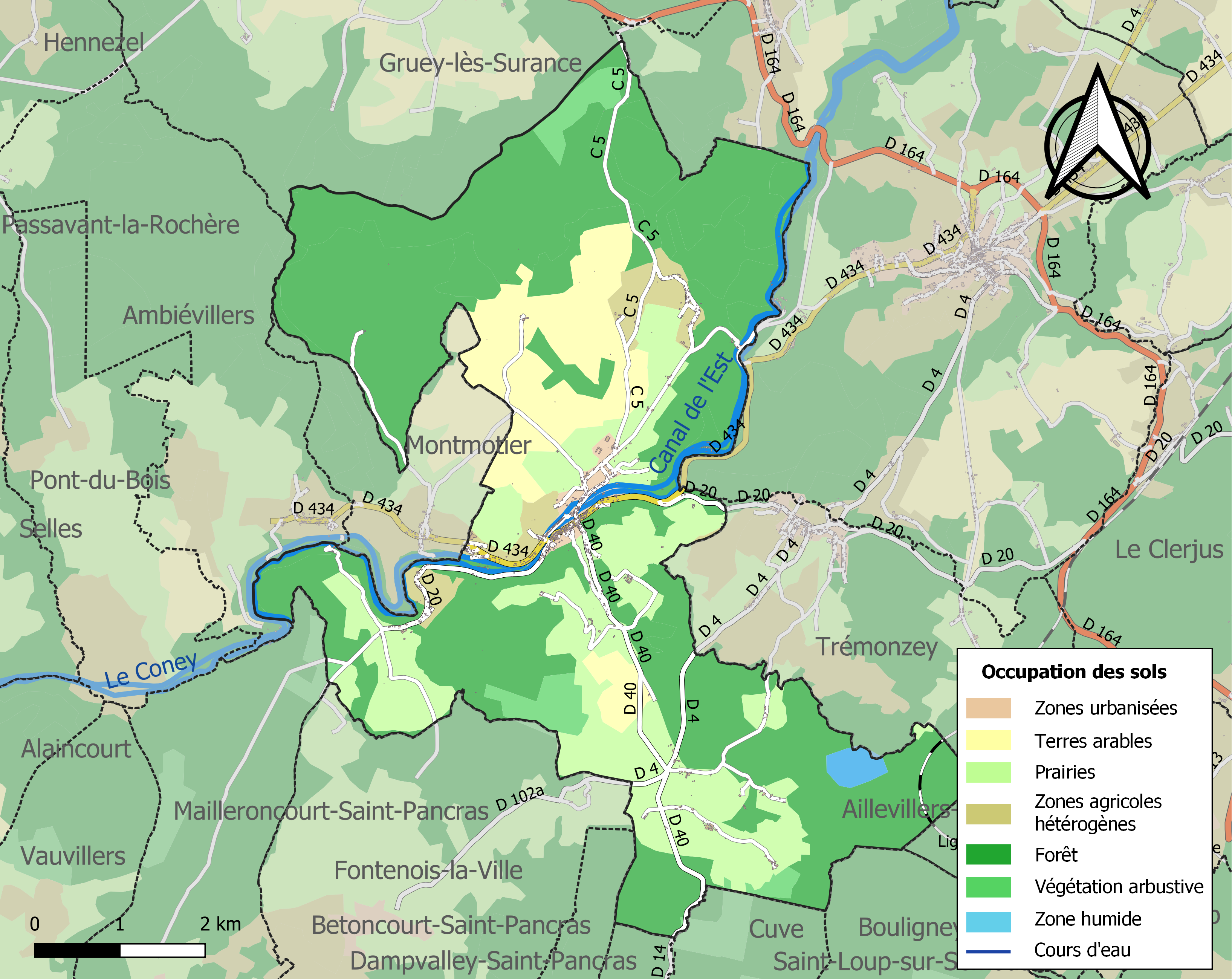
Carte des infrastructures et de l'occupation des sols de la commune en 2018 (CLC).

## Toponymie
Le nom de la localité est attesté sous les formes ? W. preposito de Fontiniaco (XIIe siècle) ; Comes de Fontanay (1206) ; Fontenoy lo Chastel (1248) ; Li sires Gerars de Fontenoi (1259) ; Fontenoy le Chastel (1272-1289) ; Fontenoi le Chasteil (1285) ; ? L’estanc de Fontenoy (1290) ; Fontenoy le Chestel (1296) ; Fontenoi en Vosge (1395) ; Fontenoy en Voyge (1436) ; Fontenetum (1451) ; Fontenay (1589-1622) ; Fontenoy le Chasteau (1656-1660) ; Fonteney (XVIIe siècle) ; Fontenois le Château (XVIIIe siècle) ; Fontenoy-en-Vosges (an II).

De fons, fontis évoluant en latin populaire médiéval en fontana (source) et de cum (avec) puis de castellum (château). En effet l'éperon gréseux qui supporte le château est sillonné de sources qui ne tarissent jamais même lors d’étés très secs.
Ses habitants sont appelés les Fontenaicastriens, parfois écrit Fontenaycastriens, appellation la plus ancienne puis est apparu fautivement Fontecastriens.

## Histoire
La nomination la plus ancienne avérée pour la commune est Fonteniacum Castellum en 1050 qui atteste de la création du site à l'époque féodale.
Ancienne ville forte, capitale d'un comté, Fontenoy formait jadis deux localités distinctes, Fontenoy-le-Chastel sur la rive gauche du Côney et Fontenoy-la-Coste qui s'étageait hors les murs en rive droite.
Pendant plus de deux siècles, Fontenoy-le-Château fut le centre d'une prévôté seigneuriale et d'un comté très étendu composé de vingt-sept villages ou hameaux dont Fontenois-la-Ville, Xertigny, le Magny, Montmotier, Trémonzey, le Clerjus, la Chapelle-aux-Bois.

« Cette belle terre fait une avance de plusieurs lieues dans la comté, et occupe la partie occidentale du bailliage de Remiremont. Elle est composée de Fontenoy-le-château, Fontenoy-la-Côte, Fontenoy-la-Ville, le Magny, Montmoutier, Tremonzey, de La Franouze, communauté où se trouvent le Clerjus, le Moncel, Lassus, le Champ, le Buisson, Sous-le-bois, et partie de Roulier, de Xertigny, Amerey, le Rouillier, les Granges-Richard. »

Sa position de « terre de surséance » place Fontenoy au cœur des conflits entre Comté de Bourgogne et Lorraine.
En 1792, Fontenoy-la-Côte et Fontenoy-le-Château ne font plus qu'une seule commune, mais déjà en 1721, un arrêté du conseil du duc Léopold Ier de Lorraine réunissait la Justice de la Côte à celle de Fontenoy-le-Château.
L’histoire de Fontenoy commence en 930 avec celle du comté ecclésiastique de Toul, création en faveur de l'évêque Gauzelin Ier, par Henri l'Oiseleur. C'est à la fin du Xe siècle, que les évêques de Toul qui possèdent ce franc-alleu édifient, vers 980, une grosse tour carrée afin de protéger la frontière méridionale de leur domaine et fermer la vallée du Côney. Cela explique que malgré la situation excentrée de Fontenoy par rapport à Toul, l'église soit placée sous la protection de saint Mansuy de Toul, comme quinze autres paroisses dépendantes de l'évêché de Toul.

« Honorer un saint local était peut-être pour des paroisses reculées le moyen d'affirmer leur appartenance à l'évêché. »

« Dès l'an 1019 l'on trouve des seigneurs de Fontenoy-en-Vosges... »

C’est une des premières forteresses du sud des Vosges avec Épinal et Remiremont.
En février 1287, on sait que l'écuyer Ferry de Fontenoy, fils du comte de Toul, devient homme lige du seigneur de Blâmont mais qu'il se reprendra de cet hommage en mars 1290.
Un prieuré bénédictin est fondé ; ses moines assurent la desserte de l’église romane primitive, bâtie vers 1111 et vont établir un barrage sur la rivière pour faire tourner un moulin qui conservera leur nom.
La ville s’entoure de murailles dont il subsiste quelques bases. Elle demeure dans la mouvance lorraine jusqu’à la fin du XIIIe siècle.

### La période bourguignonne

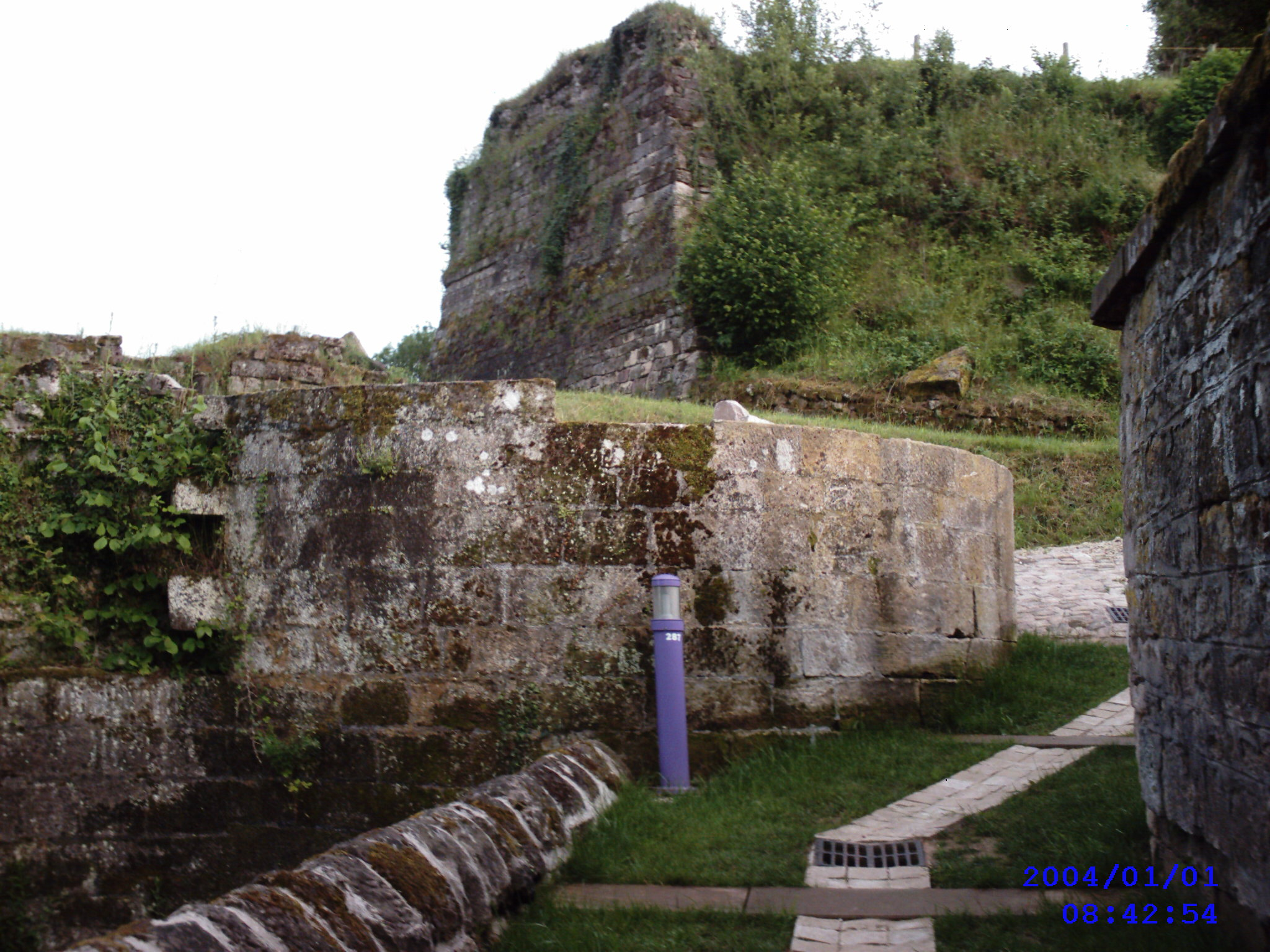
La tour ronde.

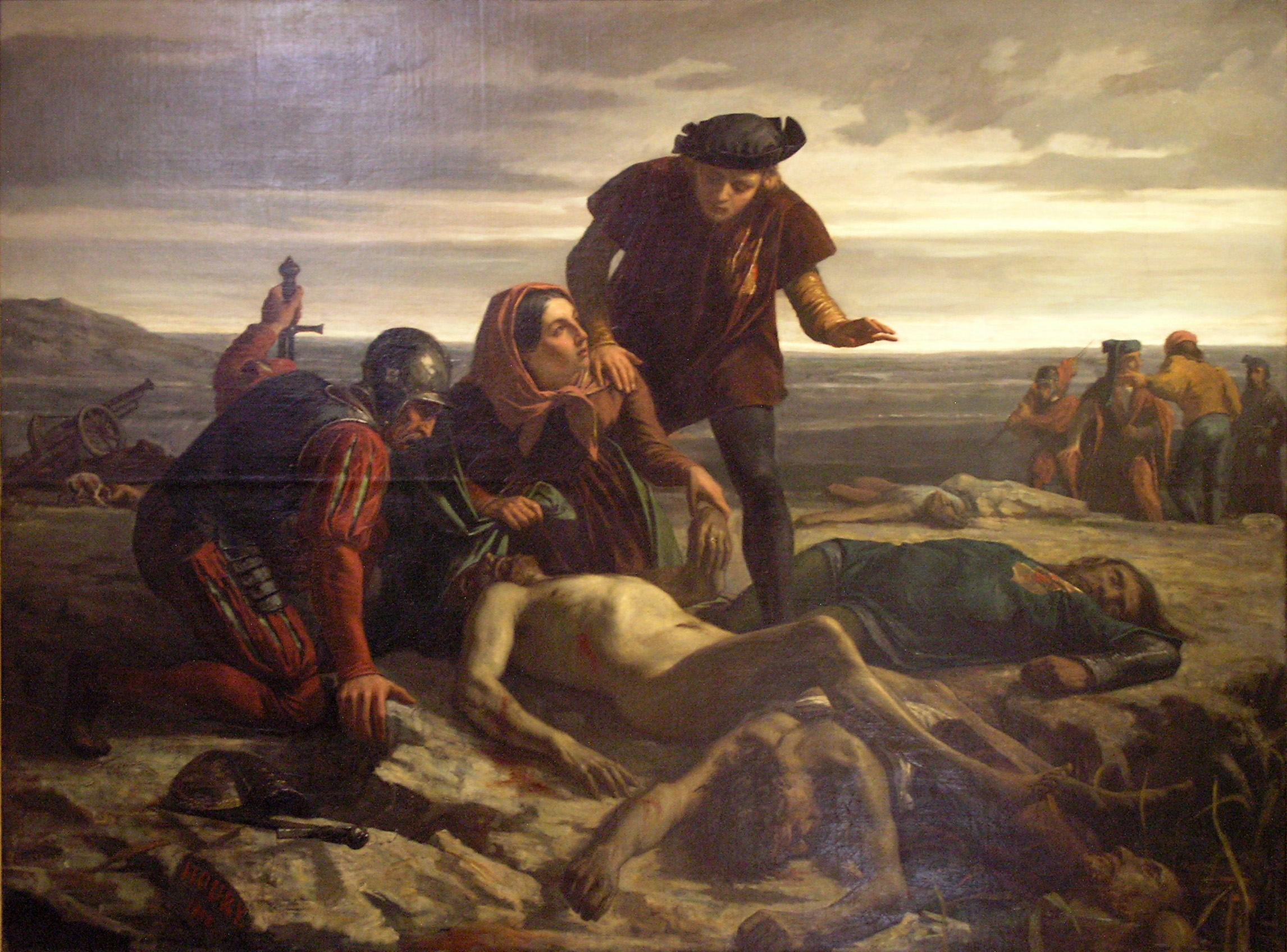
La mort du Téméraire en 1477 sous les remparts de Nancy change le destin de Fontenoy.

Le château de Fontenoy-le-Château connaîtra deux grandes campagnes de renforcement : la puissante famille bourguignonne de Neuchâtel qui arrive à Fontenoy en 1360 à la suite du mariage de Thiébaut VI avec Marguerite de Bourgogne, comtesse de Montagu, fille de Henry de Bourgogne Montagu, Dame de Fontenoy, agrandit la place pour assurer sa présence face au duché de Lorraine voisin.
C’est en 1395, sous leur administration, qu’est reconduite la charte d’une libéralité hors norme : les bourgeois bénéficient, entre autres privilèges, de ne pas être assujettis la mainmorte de chasser aux chiens dans les forêts.

« Premièrement que sur les bourgeois et bourgeoises dudit Fontenoy, n'a point de main-morte ne onques ny fut. »

« Lesdit bourgeois puellent chacier aux chiens, sans ce qu'ils doivent point de droiture au Seigneur ou dame dudit Fontenoy. en eaux que ne tendent cordes ou autres herbiers. »

Les savoir-faire des bourgeois de la ville s'exportent sur les vastes terres du duc de Bourgogne, Philippe le Bon ; on trouve des verriers de Fontenoy ascençant une verrerie dans la forêt de Chaux en 1420.
C’est aussi sous les Neufchâtel qu’est rebâtie l’église Saint-Mansuy, dans le style gothique flamboyant de la seconde moitié du XVe siècle. L’intérieur de l’édifice, clair et lumineux sous des voûtes richement nervurées, abrite une belle chaire en pierre, une remarquable cuve baptismale et quelques éléments de statuaire de belle facture. Les clés de voûte anthropomorphes du chœur représentent le soleil et la lune, sans doute à l’effigie de Jean II de Neuchâtel et de son épouse Marguerite de Castro, cousine du roi du Portugal.
Cette période est celle de la prospérité.

« Qui croirait qu'au Moyen Âge, la population agglomérée la plus considérable de notre diocèse (sans même excepter la ville impériale de Besançon) était celle de Fontenoy-le-Château, qui, d'après les historiens lorrains, compta jusqu'à 10 000 âmes »

### Le retour à la Lorraine

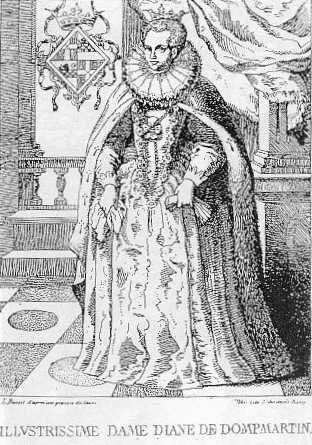
Diane de Dompmartin, Dame de Fontenoy.

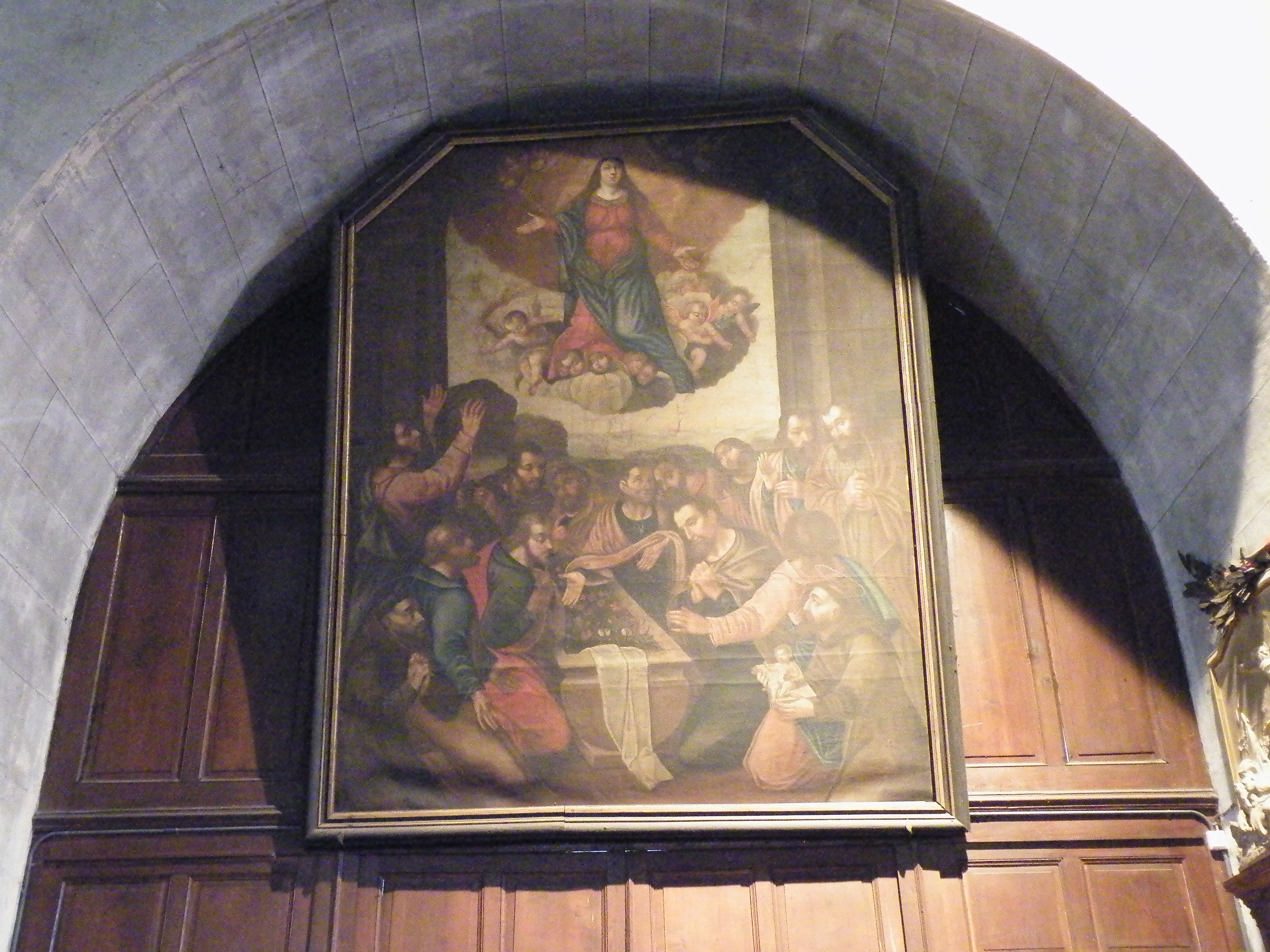
L'assomption de la Vierge de Dominique Prot, vestige du couvent des capucins.

Fontenoy redevient lorrain après la mort du duc Charles le Téméraire en 1477 à la bataille de Nancy, où Philippe, fils de Jean II de Neufchâtel, seigneur de Fontenoy, est fait prisonnier puis sera libéré contre rançon.

« Les petits gentilshommes avaient été massacrés, mais, par l'espoir d'une riche rançon, des Lorrains ou des Alsaciens avaient caché les seigneurs les plus puissants et les avaient soustrait à la fureur des Suisses. Au nombre des prisonniers étaient... Philippe, sire de Fontenoy-le-Château, fils aîné du Sire de Montaigu... »

Ce retour ne règle pas pour autant le problème des terres de surséance. Dom Calmet écrit:

« Les difficultés avaient été commencées dès l'an 1501 [...] sur quoi on fit plusieurs conférences à Fontenoy, en l'an 1564. »

Les conférences se succèdent la première se tient à Fontenoy le 6 juin 1514.
Puis, le 30 juin 1564 à Fontenoy une nouvelle conférence garantit à la Bourgogne parmi d'autres le village de Fontenois-la-Ville et à la Lorraine les villages de la Coste de Fontenoy, Trémonzey, Montmoutier et Le Mesnil avec leur bans et territoires. Il y eut de nouveau des accords à Vesoul en décembre 1613 puis un traité à Fontenoy-le-Château en 1614. 
Ferdinand de Neufchâtel donne Fontenoy à sa fille Anne, épouse de Guillaume, baron de Dommartin ; leur fils Louis eut une fille Diane.
Diane de Dommartin, marquise d'Havré, baronne de Dompmartin, dame de Fontenoy-le-Château, de Bayon, d'Hardemont et d'Oginvillier (30 septembre 1552-162?), fut une excellente et bienveillante dame pour les habitants de Fontenoy. Elle n'hésita pas à renoncer à ses rentes pour secourir les Fontenaicastriens dans le besoin ni à multiplier les démarches pour préserver Fontenoy des prélèvements abusifs.
Diane de Dompmartin, âgée de treize ans, avait épousé en premières noces, le Rhingrave Jean-Philippe, comte sauvage du Rhin et de Salm.
En secondes noces, elle épousa  Charles Philippe de Croÿ, marquis d'Havré. La maison de Croÿ remonte aux rois de Hongrie, de la dynastie des Árpád, que la légende fait remonter à Attila. Sa mère était Anne de Lorraine et son parrain le futur roi d'Espagne Philippe II.
Une seconde campagne de renforcement de la forteresse sera entreprise au XVIe siècle, sous Diane et son second mari Charles Philippe de Croÿ.
Dans l’enceinte haute du château, on peut voir la pierre de fondation de ces travaux, datée de 1596, aux monogrammes des deux époux, retrouvée lors des opérations de nettoyage du site par l’association des Amis du Vieux Fontenoy, en 1978.
En 1626 le gouverneur de la place, Georges de Mitry et le sieur Grandjean, médecin de son état, fondent un couvent de frères capucins à l'ouest de la ville. Ces frères exercent la prédication, l'enseignement, l'obtention de certains grades universitaires à Fontenoy et le vicariat de la paroisse quand il se trouve vacant. Le bâtiment sera vendu le 3 février 1791 comme bien national pour la somme de 12 400 livres.

### Les commerçants transporteurs

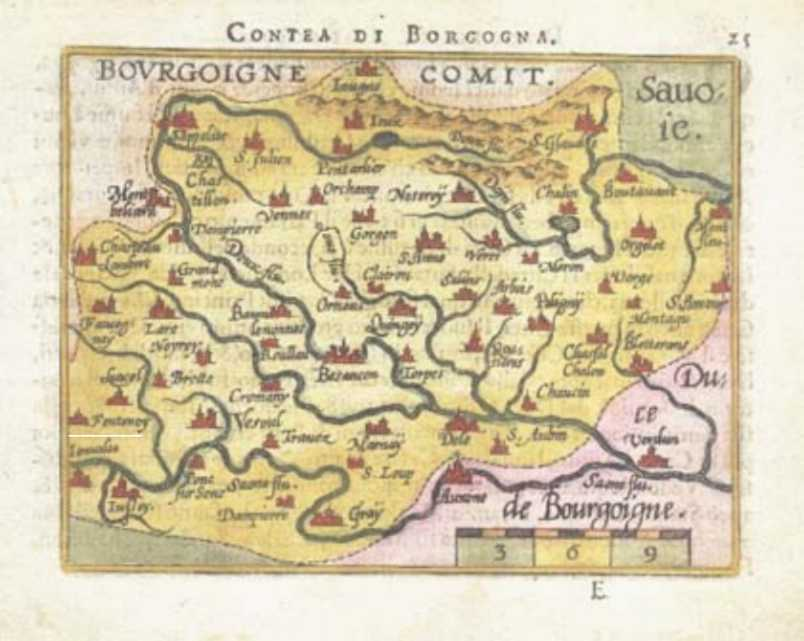
Bourgogne, carte d'Abraham Ortelius 1580.

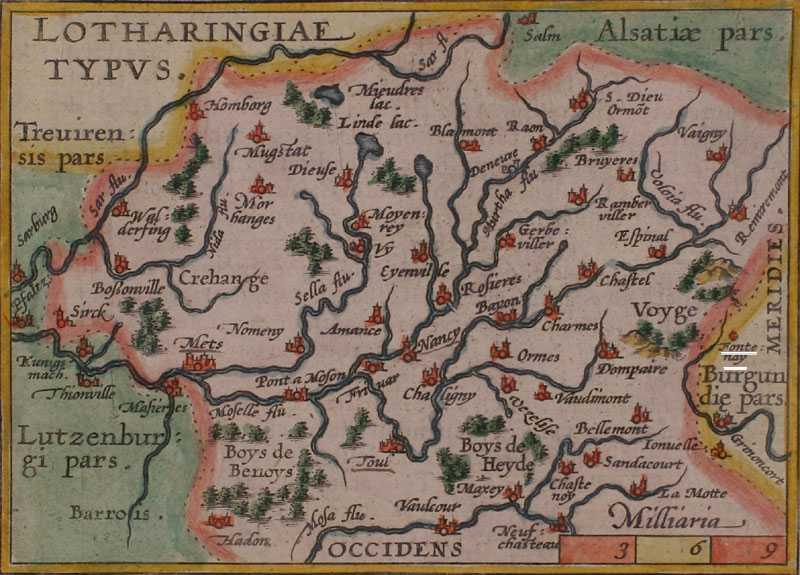
Lorraine, carte d'Abraham Ortelius 1588.

Cette place frontière jouera de sa position sur un des axes naturels nord-sud de passage et sur son éloignement des pouvoirs ducaux pour développer le commerce et surtout le transport de marchandises. Fontenoy devient un relais remarquablement équipé sous la protection du château et derrière ses remparts.
La ville va ainsi centraliser au XVIe siècle la production du « grand verre » ou verre plat, assurée par les verreries de la vaste forêt de la Vôge, et en organiser la distribution à travers toute l’Europe.
Pierre Thierry est le plus célèbre de ces transporteurs, qui monte une véritable entreprise au sens moderne du terme, avec des agents dans les principaux centres de l’époque. Ses rouliers, chartons, sillonnent les voies entre Anvers, Bruges, Francfort, Genève, Bâle, Florence, Venise, Lyon... Il est en rapport avec les grands banquiers allemands et italiens. Il sera anobli le 17 janvier 1532 par Antoine de Lorraine.
« Madame, pource que d'icy partent souvent gens pour aller en Anvers, je n'ay voulu faillir de me servir de l'occasion pour advertir vostre altese du progrez de mon voyage... » écrit le Cardinal Antoine Perrenot de Granvelle à la duchesse Marguerite de Parme dans une lettre du 26 mars 1564.
Une autre dynastie de commerçants-marchands laissera ici une trace peu ordinaire, la famille Morelot, qui rapporte de ses voyages des plants de cerisiers, à l’origine de la production d'eau de cerise de tout le secteur. Le kirsch est employé en médecine (Médecin des pauvres, 1650) sous le nom d'Esprit de cerise.
Les cerisiers de Fontenoy sont les ancêtres de ceux de Fougerolles. Trois Morelot seront anoblis, eux aussi. À Jean sont octroyées en 1585 des armes parlantes portant un « cerisier de sinople fruité de gueules ».
Toute cette activité marchande amène dans la ville les fameux Lombards, très présents en Lorraine et qui vont installer leur banque dans la tour qui portera désormais leur nom pour la postérité. Cette tour, classée monument historique, peut-être élément d’un château inféodé aux seigneurs du lieu, était capable de participer à la défense de la place, avec ses deux salles d’artillerie superposées.
L’autre nom de ce monument est la tour du Poids. Y étaient en effet conservées les mesures étalons propres à Fontenoy. On trouve encore aux archives départementales des Vosges plusieurs actes notariés antérieurs à la Révolution française, faisant mention de « mesure de Fontenoy ». Rappelons enfin, pour donner une idée du prestige économique du lieu, qu’ici on a battu monnaie, dans le moulin éponyme situé en aval immédiat du bourg.
En 1589, un édit du duc de Lorraine mit un frein à la réussite commerciale de Fontenoy. Cet édit demandait d'expulser les protestants, or ils représentaient une grande partie des commerçants de la ville et détenaient également de nombreux capitaux. Certains membres de la famille Morelot, qui étaient protestants, s'installent alors dès 1586 dans la seigneurie d'Héricourt (Haute-Saône) où, avec la protection de Frédéric de Wurtemberg ils installent un haut fourneau.
Fontenoy n'était pas remis de ces départs quand, comme dans toute la région, s'abattent les malheurs de la guerre de Trente Ans.

### La guerre de Trente Ans

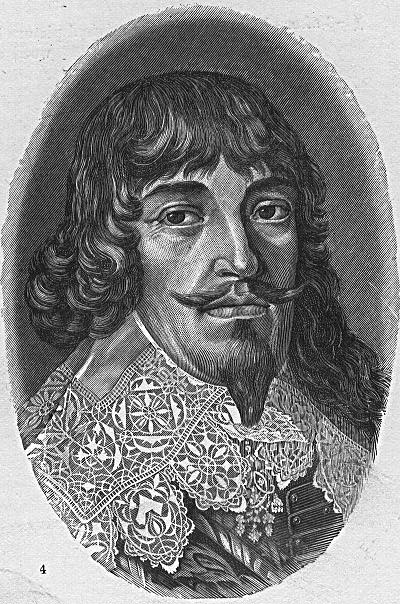
Bernard de Saxe-Weimar.

Des garnisons lorraines s'installent dans Fontenoy : en 1633 les régiments de Charey et de Lenoncourt y sont en garnison. Le 12 juin 1635, après la bataille de Mélisey, la ville tombe aux mains des Français commandés par le marquis de Bellefonds. La ville est bombardée par l'artillerie. Puis s'ensuit un siège. Le duc Charles IV de Lorraine reprend la place le 8 août. Mais la ville est incendiée et détruite par les troupes françaises de Turenne et celles, tristement célèbres pour leur cruauté, de Bernard de Saxe-Weimar composées de mercenaires mi-allemands, mi-suédois. En amont de Fontenoy, surplombant le Côney une place dans la forêt a gardé le nom de Camp des Suédois.

« La bande de Weimar fut un terrible fléau, nous en avons des preuves dans le pays de Fontenoy à Châtillon-sur-Saône »

L'incendie destructeur n'épargne que le petit faubourg de l'Aître et les maisons les plus à l'est de Fontenoy-la-Côte. Une épidémie de peste s'abat en outre sur la cité et dure jusqu'au printemps de 1636. Cette épidémie cause la mort des deux tiers des habitants. Les malheureux survivants doivent faire face aux incursions et pillages des soldats, des brigands et des déserteurs. Les habitants se réfugient dans les forêts et ceux qui le peuvent quittent Fontenoy.
Le 15 février 1637, les maires et habitants de Fontenoy-le-Château et de Fontenoy-la-Côte envoient une requête pour être exemptés de cens à cause du « malheur des guerres ». La misère doit être grande car elle pousse de nombreuses familles à quitter Fontenoy, le recensement effectué en 1654 dans le bailliage de Vesoul en dénombre une trentaine originaires de Fontenoy-le-Chastel ou de la Coste les Fontenoy. À ces familles fontenaicastriennes il faut ajouter celles venant des terres du comté et notées Tremousey terre de Fontenoy, Maigny-lez-Fontenoy ou Clerjuz en terre de Fontenoy.
Il faudra attendre le milieu du XVIIIe siècle pour qu'une reconstruction de qualité redonne à la cité un air de prospérité.

### La surséance
Dès la mort de Charles le Téméraire, et ce pendant trois siècles, les terres frontières entre Franche-Comté et Lorraine seront l'objet de désaccords qui nécessiteront la tenue de conférences, environ tous les trente ans pour tenter de régler les conflits. Le traité signé à Middelbourg le 3 juin 1501 entre l'archiduc d'Autriche Philippe, petit-fils du Téméraire et René II de Lorraine met Fontenoy le chastel en Lorraine et laisse Fontenoy la Côte en surséance. Suivra le 9 août 1527 la conférence de Faucogney d'où ne résulte aucun accord et les deux Fontenoy retournent en surséance. Les traités du Cateau-Cambrésis signés en 1559 qui redéfinissent les frontières des royaumes européens nécessitent la tenue en 1564 d'une nouvelle grande conférence entre Lorrains et Comtois. Cette conférence a lieu à Fontenoy, une fois de plus le résultat n'est pas probant puisqu'il faut en tenir de nouvelles en 1612 à Auxonne 1613 et 1614 de nouveau à Fontenoy connue sous le nom de : Conférence tenue par les députés de Bourgogne et de Lorraine, au lieu de Fontenoy, en l'année 1614, pour la fixation des limites du comté de Bourgogne et du duché de Lorraine
La guerre de Trente Ans nommée guerre de Dix Ans pour l'épisode comtois bouleverse de nouveau les frontières.
Au début du XVIIIe siècle les conférences au sujet des Terres de surséance reprennent. Ce sont les traités de Besançon de 1704 qui attribuent à la Lorraine Fontenoy-le-Château, Fontenoy-la-Côte, Le Magny, Fontenois-la-Ville, Trémonzey et Montmotier.
Ce n'est qu'en 1766 lors du rattachement de la Lorraine à la France que cesseront les litiges liés à la surséance. Mais les places comme Fontenoy seront, jusqu'à l'abolition des taxes et des droits régissant le passage des marchandises entre Lorraine et Comté, des passages de choix pour la contrebande.

### La Révolution
La Révolution française la voit rebaptisée Fontenoy en Vosges. Le 23 juillet 1789, les archives sont détruites par les révolutionnaires des hameaux et communes dépendantes, qui pensaient ainsi détruire les titres de propriété.
Certaines familles comme les Prinsac, Ecquevilley, Huvé ou Gérard voient leurs biens vendus comme biens nationaux.
Les religieux qui résident au couvent des Capucins sont dispersés et certains meurent sur des bateaux-prisons comme Joseph François Jeanson de l'ordre des Capucins.
Grâce à la protection de certaines familles et la complicité de quelques notables dont Siméon-Florentin Daubié (grand-père de Julie-Victoire Daubié, première bachelière de France), le culte catholique et l'administration des sacrements s'exercent à Fontenoy. Chez les Huvé, les Daubié, les Colleuil, les Finiel, des pièces secrètes sont aménagées pour servir de chapelle.
La chapelle de Saint-Georges achetée par la famille Poirson comme bien national, protégée des dégradations, est rendue au culte sous l'Empire. À la même époque, les archives de la ville sont de nouveau détruites par les révolutionnaires trop zélés qui voulaient ainsi effacer toute trace de compromission[pas clair].
L'article 2 du décret du 23 prairial an XII (12 juin 1804), oblige Fontenoy à déplacer son plus ancien cimetière à 35 mètres du village, un cimetière provisoire est établi au-dessus de Fontenoy à droite de la route qui joint la Vieille Côte et Montmotier. Puis est mis en service le cimetière du Priolet.

### Après la Révolution
Tout d'abord rattaché à l'arrondissement de Mirecourt, Fontenoy est rattaché à l'arrondissement d'Épinal par la loi du 11 avril 1821.

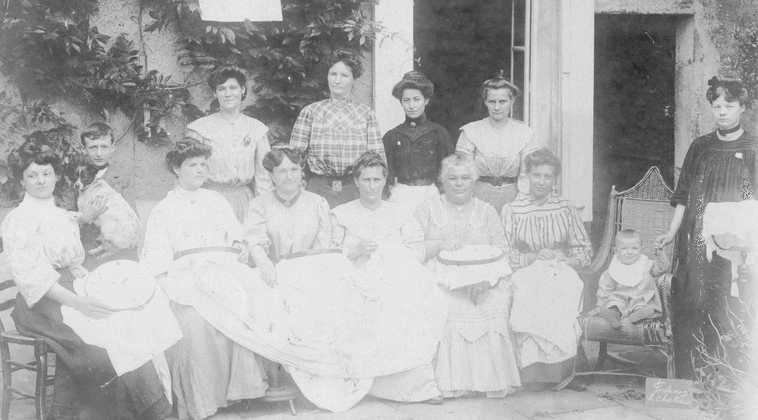
Groupe de brodeuses.

Les agriculteurs de Fontenoy devaient leur prospérité à la production de kirsch. La culture du cerisier avait été introduite à Fontenoy par les frères Morlot (ou Morelot) au XVIe siècle mais la distillation intensive date du début du XIXe siècle. La remarquable qualité du kirschen-wasser de Fontenoy est déjà citée dans les Statistiques du département des Vosges écrit en 1802 par Henri-Zacharie Desgouttes, le premier préfet des Vosges. On rapporte qu'un cerisier de Fontenoy donna une année dix à quatorze mesures de cerises soit 600 kg sur le même arbre. La ferme d'Aubegney comptait en 1865 1 200 pieds de cerisiers qui assuraient l'essentiel des revenus de la propriété.
Dans son Guide pittoresque de la France, paru en 1838, Giraud de Saint-Fargeau cite comme production de Fontenoy : les fabriques de couverts, les distilleries d'eau de cerise, la brasserie.
La qualité des couches inférieures des lits de grès bigarrés sur les rives du Côney permet la fabrication de meules à aiguiser. Un fabricant de Fontenoy, Barthélémy Picard, invente une meule, dite crown-stones, de plus de deux mètres de diamètre, grâce à un assemblage de bandages de grès sur une roue de métal. C'est une illustration parfaite des savoir-faire de la vallée du Côney.
En 1863, Fontenoy devait ressembler à la description qu'en faisait monsieur Broillard, sous-inspecteur des forêts, il faut remarquer l'importance des plantations de cerisiers dans le paysage :

« À l'autre extrémité de la Vosge, au centre d'un grand cercle ouvert dans les forêts, en un site charmant, dans la gorge même du Côney quelque peu élargie, Fontenoy-le-Château, ville du Moyen Âge protégée par un château fort, dont la dernière tour domine encore le pays et produit l'effet le plus pittoresque. Au pied de la tour, le village, coquet, bien groupé, et sa verte prairie animée par la rivière. Derrière elle, sur le plateau, tout un horizon de cerisiers que chaque printemps recouvre d'une neige de fleurs. Cette ruine aux flancs entrouverts, a été mise en vente il y a quelques années au prix de 80 francs, pour être démolie ! En aval et un amont, les forêts, autrefois seigneuriales, partagées plus tard entre le seigneur et la communauté de Fontenoy, ferment la vallée jusqu'aux berges mêmes de la rivière. »

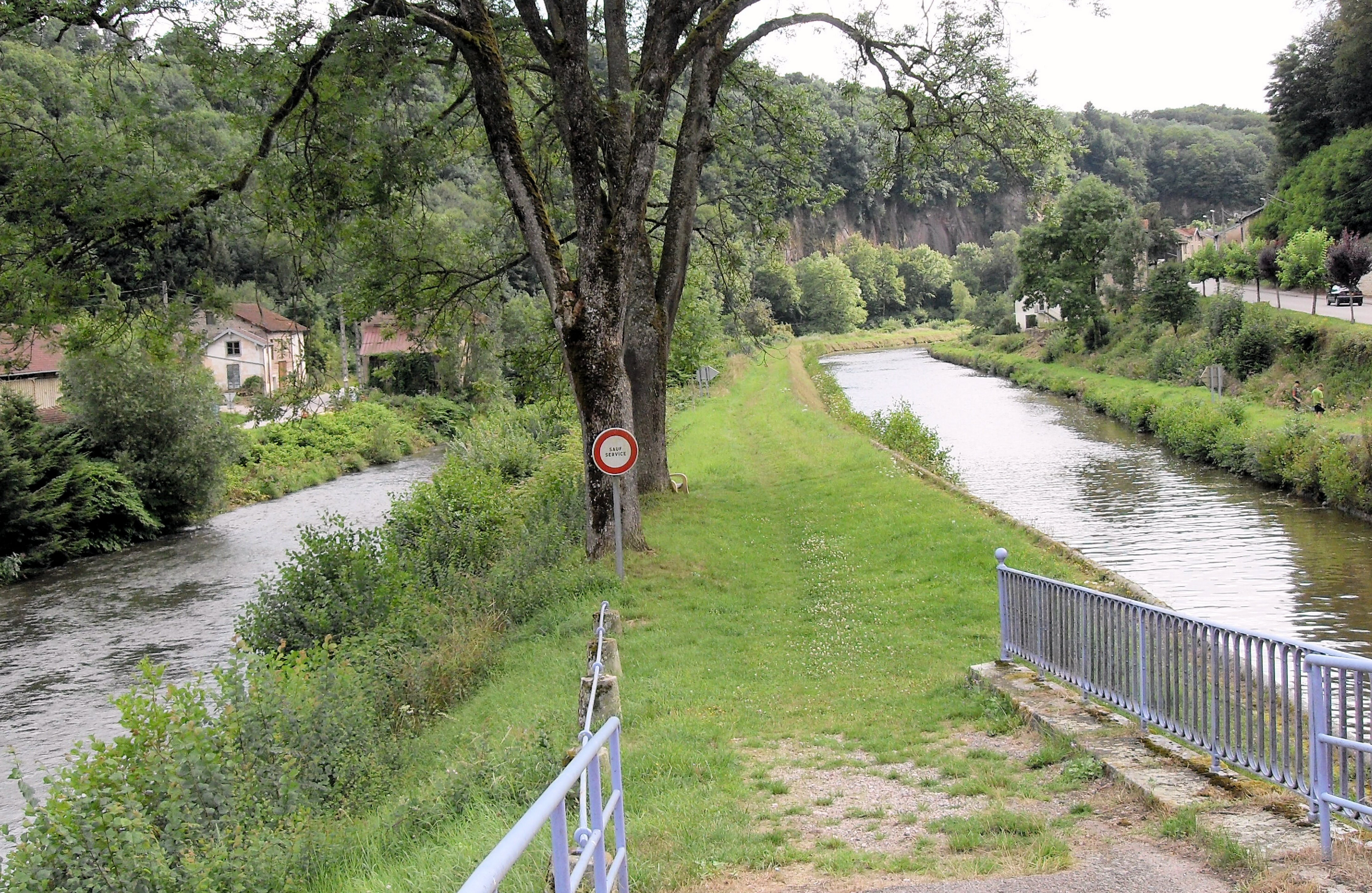
Côney (gauche) et canal des Vosges (droit).

Pendant la guerre de 1870 et jusqu'en juin 1871 la ville subit l'occupation d'une importante troupe allemande et est lourdement imposée. La défaite française à la guerre de 1870 et l'annexion de l'Alsace et d'une partie de la Lorraine rendaient indispensable le désenclavement des Vosges pour le transport fluvial. Le percement du canal de l'Est pour traverser Fontenoy nécessite la démolition de quelques maisons, dont celle de Julie-Victoire Daubié, l'endiguement du Côney et le percement d'une tranchée au pied de la colline du Coclet. Ces travaux nécessitent une main d’œuvre abondante, des Italiens spécialistes de la taille de pierre font partie des équipes du chantier. « À Fontenoy-le-Château par exemple, six Italiens qui participaient au creusement du canal de l'Est, ont épousé des filles du pays, toutes brodeuses. »
Le canal permet à Fontenoy de devenir un port fluvial dont profitent les producteurs et les industries.
Les forges, les pointeries, les clouteries, les usines de couverts étamés, les tuileries, les carrières, les féculeries et la broderie blanche assurèrent du travail aux habitants de Fontenoy jusqu'à la Première Guerre mondiale. Puis commença le déclin.
Le 1er janvier 2013, Le Magny fusionne avec Fontenoy-le-Château. La commune fusionnée porte le nom de Fontenoy-le-Château.

### Comptes de la commune

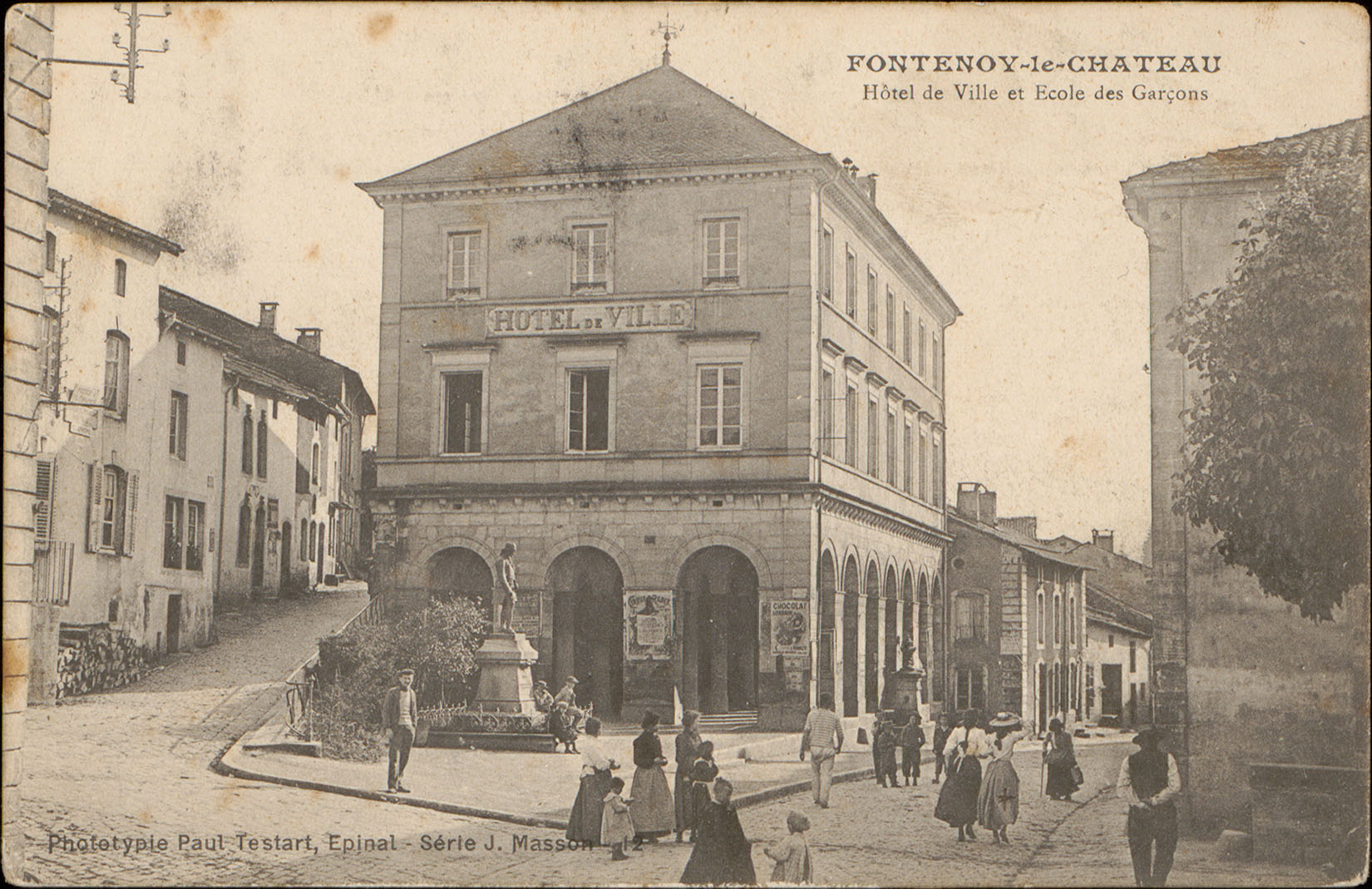
Carte postale représentant l'hôtel de ville et l'école des garçons.

## Politique et administration

### Liste des maires
| Période                                  | Période   | Identité          | Étiquette | Qualité             |
| ---------------------------------------- | --------- | ----------------- | --------- | ------------------- |
| Les données manquantes sont à compléter. |           |                   |           |                     |
| 1983                                     | mars 2001 | Bernard Scandella |           |                     |
| mars 2001                                | mars 2008 | Françoise Mougeot |           |                     |
| mars 2008                                | mars 2014 | André Boban       | DVD       | Retraité de l'Armée |
| mars 2014                                | En cours  | Patrick Vilmar    |           | Retraité            |

### Budget et fiscalité 2022
En 2022, les comptes de la commune nouvelle étaient constitués ainsi :
- total des produits de fonctionnement : 911 000 €, soit 1 678 € par habitant ;
- total des charges de fonctionnement : 392 000 €, soit 723 € par habitant ;
- total des ressources d’investissement : 674 000 €, soit 12 112 € par habitant ;
- total des emplois d’investissement : 646 000 €, soit 1 190 € par habitant.
- endettement : 227 000 €, soit 419 € par habitant.

Avec les taux de fiscalité suivants :
- taux d’imposition taxe d’habitation : 9,25 %
- taxe foncière sur propriétés bâties : 39,02 %
- taxe foncière sur propriétés non bâties : 19,04 %
- taxe additionnelle à la taxe foncière sur les propriétés non bâties : 0,00 % ;
- cotisation foncière des entreprises : 0,00 %.

Chiffres clés Revenus et pauvreté des ménages en 2021 : médiane en 2021 du revenu disponible, par unité de consommation : 16 860 €.

## Population et société

### Démographie
L'évolution du nombre d'habitants est connue à travers les recensements de la population effectués dans la commune depuis sa création.

En 2022, la commune comptait 499 habitants, en évolution de −7,42 % par rapport à 2016 (Vosges : −2,96 %, France hors Mayotte : +2,11 %).
| 1793  | 1800  | 1806  | 1821  | 1831  | 1836  | 1841  | 1846  | 1856  |
| ----- | ----- | ----- | ----- | ----- | ----- | ----- | ----- | ----- |
| 1 487 | 1 659 | 1 774 | 1 978 | 1 977 | 2 075 | 2 220 | 2 117 | 2 023 |

| 1861  | 1866  | 1872  | 1876  | 1881  | 1886  | 1891  | 1896  | 1901  |
| ----- | ----- | ----- | ----- | ----- | ----- | ----- | ----- | ----- |
| 2 190 | 2 560 | 2 346 | 2 398 | 2 526 | 2 218 | 2 170 | 2 133 | 2 028 |

| 1906  | 1911  | 1921  | 1926  | 1931  | 1936  | 1946  | 1954  | 1962  |
| ----- | ----- | ----- | ----- | ----- | ----- | ----- | ----- | ----- |
| 1 948 | 1 923 | 1 560 | 1 534 | 1 416 | 1 375 | 1 150 | 1 080 | 1 038 |

| 1968 | 1975 | 1982 | 1990 | 1999 | 2005 | 2006 | 2007 | 2008 |
| ---- | ---- | ---- | ---- | ---- | ---- | ---- | ---- | ---- |
| 979  | 863  | 785  | 729  | 666  | 695  | 694  | 696  | 671  |

| 2009 | 2010 | 2011 | 2016 | 2021 | 2022 | - | - | - |
| ---- | ---- | ---- | ---- | ---- | ---- | - | - | - |
| 647  | 623  | 646  | 539  | 498  | 499  | - | - | - |

### Enseignement
Le 17 janvier 1583, Fontenoy achète son premier bâtiment d'école. Une classe de filles existait déjà en 1765, la régente en était Marguerite Corset. On trouve aux archives départementales une délibération datée de 1788 de la commune relative aux instituteurs et institutrices. Pour la période 1820-1825 on relève dans les actes civils et religieux que 77 % des hommes et 65 % des femmes savent signer bien lisiblement.
En 1808 il existe à Fontenoy une école tenue par des religieuses. Le 12 janvier 1825, une ordonnance royale autorise les sœurs de la doctrine chrétienne à accepter un legs sis à Fontenoy à charge d'y maintenir une école. Cette ordonnance royale, antérieure à la loi du 24 mai 1825 permet, malgré quelques problèmes juridiques de conserver l'école.
En 1866, une institutrice anime à Fontenoy une classe gratuite pour adultes, femmes et jeunes filles qui compte 120 élèves.
En 1897, le maire Abel Daubié, neveu de Julie-Victoire Daubié, dote Fontenoy d'un cours complémentaire.
Fontenoy-le-Château avec Mirecourt et Épinal fut une des dernières villes du département à posséder une école mutuelle. Les sœurs de la doctrine chrétienne tiennent une école maternelle, salle d'asile en 1896.
L'école primaire communale de Fontenoy ne compte plus que deux classes. La classe de maternelle réunit les enfants de petite, moyenne, grande section et CP. Une seconde classe compte les enfants de CE1, CE2, CM1 et CM2.
L'Institut médico-pédagogique Jean-Poirot possède trois classes internes à l'établissement.

### Manifestations culturelles et festivités
- Marché le mardi matin.
- Randonnée VTT « La Téméraire » le 1er week-end de juillet (100, 75, 35 et 15 km).
- Pèlerinage marial autour de la ville le 15 août à la nuit tombante, les façades des maisons sont fleuries et éclairées de bougies. Pendant le temps de la procession, les cloches de l'église Saint-Mansuy sonnent l'Ave Maria.
- Fête patronale le premier dimanche de septembre.
- Fontenoy-le-Château - Village de l'Écrit : le prix François-Matenet[81]

### Santé
La commune bénéficie d'une pharmacie et de deux médecins.
Les hôpitaux les plus proches sont ceux d'Épinal et Remiremont (30 km).

### Sports

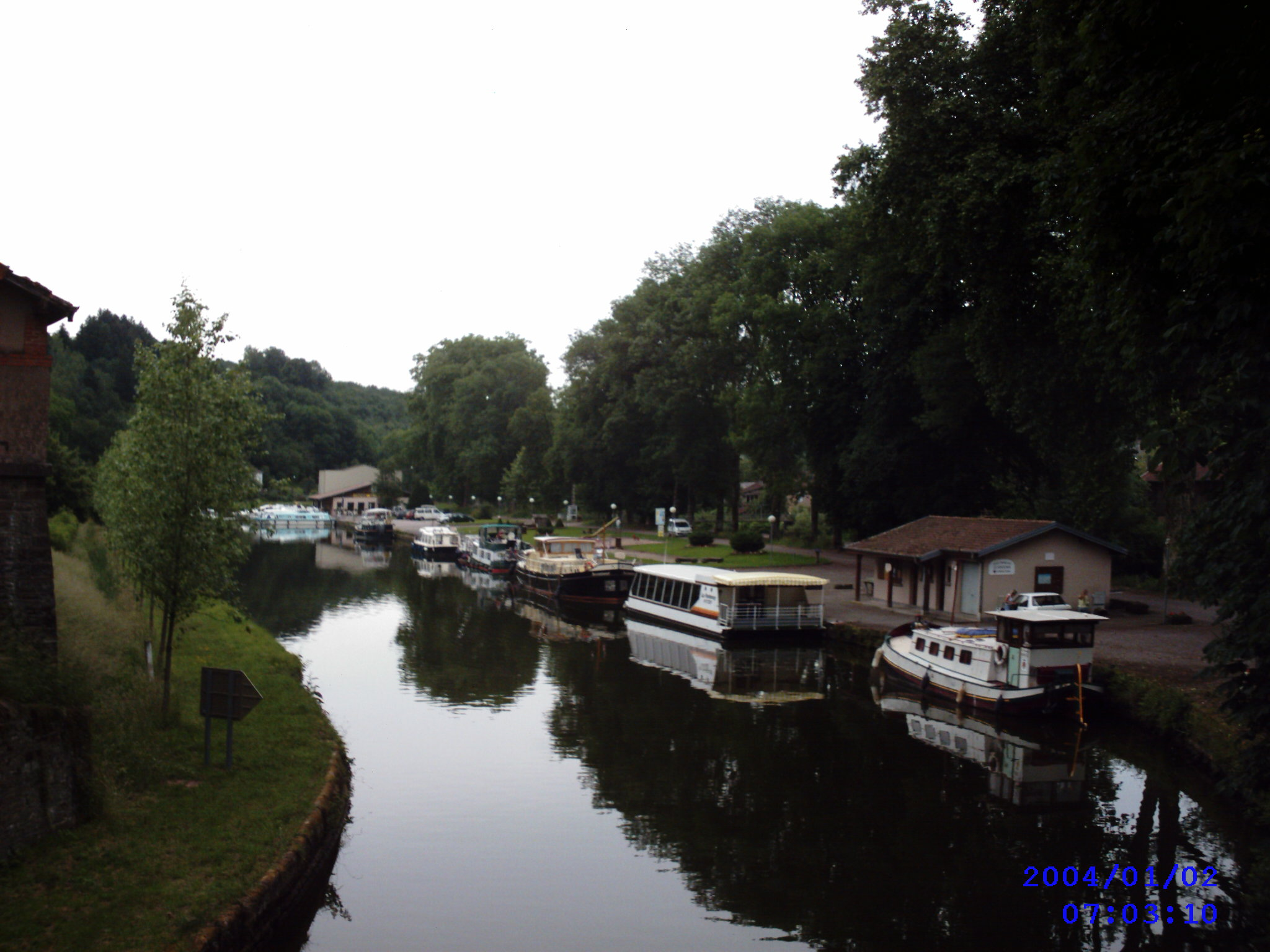
Le port de plaisance.

- Port de plaisance sur le canal des Vosges.
- Mini croisière de deux heures sur le canal de l'Est.
- Location de house-boats à la semaine.
- Étape la plus au sud de la voie verte Charles le Téméraire, aménagement de pistes cyclables, axe nord/sud de la Lorraine, en suivant les chemins de halage.
- Circuits VTT balisés, une rouge niveau difficile et trois bleus niveau facile.
- Terrain de motocross.
- Terrain de football.
- Terrain de tennis, route de la Vierge.

### Culte catholique
Diocèse de Saint-Dié, paroisse Saint-Colomban en Vôge (Bains-les-Bains, le Clerjus, la Chapelle-aux-Bois, Fontenoy-le-Château, Montmotier, Gruey-les-Surance, Hautmougey, Harsault, La Haye, Grandrupt-de-Bains, les Voivres, Trémonzey).
L’histoire de Montmotier est intimement liée à celle de Fontenoy-le-Château puisque jusqu’en 1782 au moins, ils partagent le même lieu de culte (l’église Saint-Mansuy).

## Culture locale et patrimoine

### Lieux et monuments

#### Monuments civils
- Château de Fontenoy

Ruines du château féodal de Fontenoy, du Xe au XVIIe siècle et le jardin médiéval sur les terrasses du château.
- Tour des Lombards

Tour du XVe siècle, elle est peut-être l’élément d’un château inféodé aux seigneurs de Fontenoy. Grâce à ses deux salles d’artillerie superposées, aux voûtes en arc-de-cloître, la tour est capable de participer à la défense de la place. Sa facture l’apparente aux constructions de la fin du XIVe siècle ; il ne semble pas en effet que ses canonnières, caractéristiques de cette période aient été rapportées dans des maçonneries préexistantes. Dans la salle haute, on peut observer une naissance d’escalier pouvant laisser croire que la tour avait jadis un niveau supplémentaire. La flèche qui surmonte l’édifice repose sur une belle charpente de chêne.
Au XVIe siècle, Fontenoy est un centre de grande activité marchande. La ville attire les fameux commerçants-banquiers lombards, très présents en Lorraine. On dit qu’ils installent leur banque ici à l’abri des murs épais, la tour portera désormais leur nom pour la postérité. L’autre nom de ce monument est la tour du Poids car on conservait les mesures étalons propres au comté de Fontenoy. Dans le langage populaire de Fontenoy, la tour qui sert de prison jusqu’au milieu du XXe siècle, porte aussi le nom de tour de La bique en l’honneur de la chèvre du geôlier, qui logeait dans la cellule lorsqu’elle était vide de prisonnier.
Elle fait l’objet d’une inscription au titre des monuments historiques depuis le 23 décembre 1981.
- Hôtel de ville

L'hôtel de ville avec ses halles du rez-de-chaussée date du XIXe siècle.

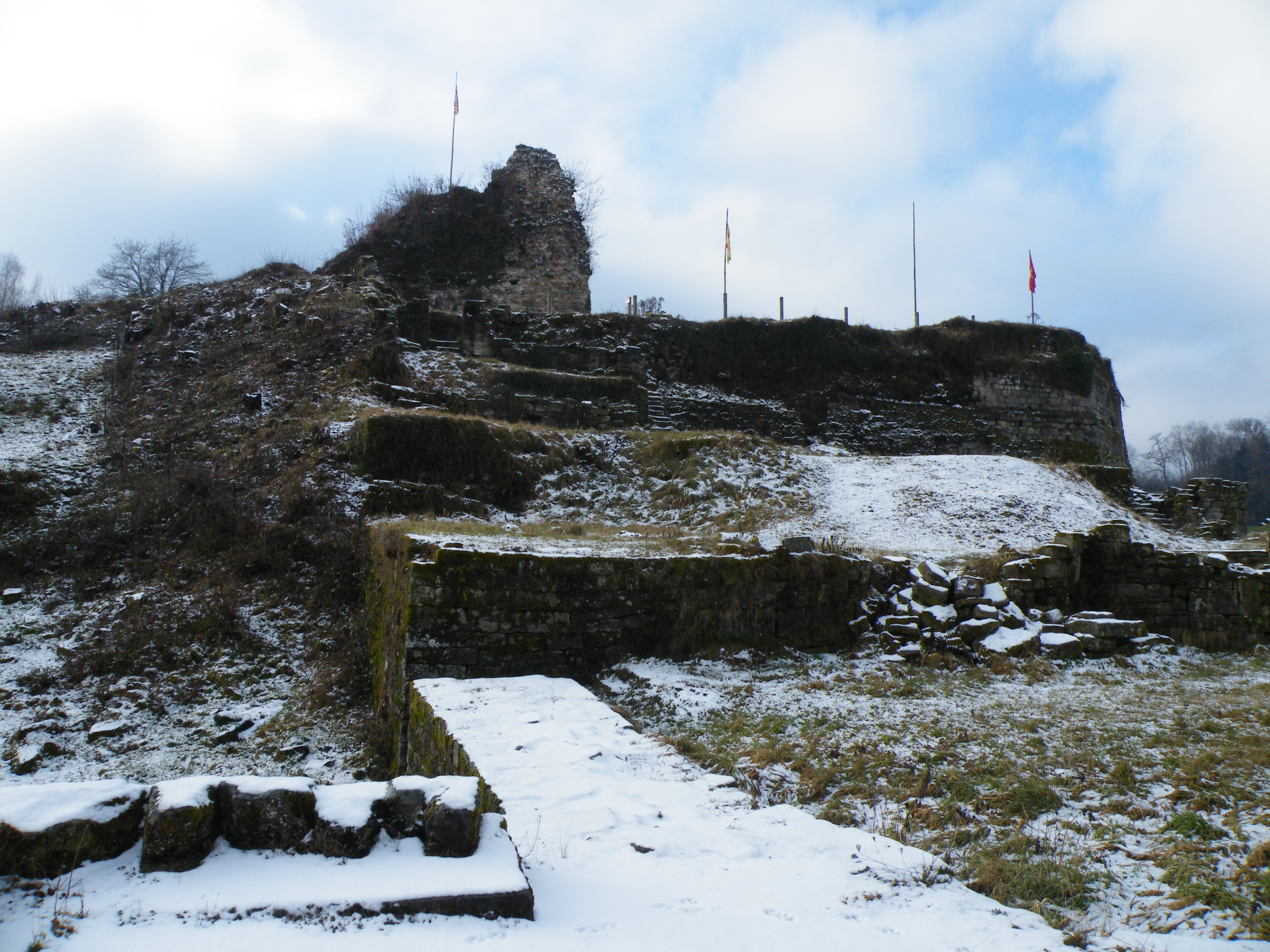
Château de Fontenoy.
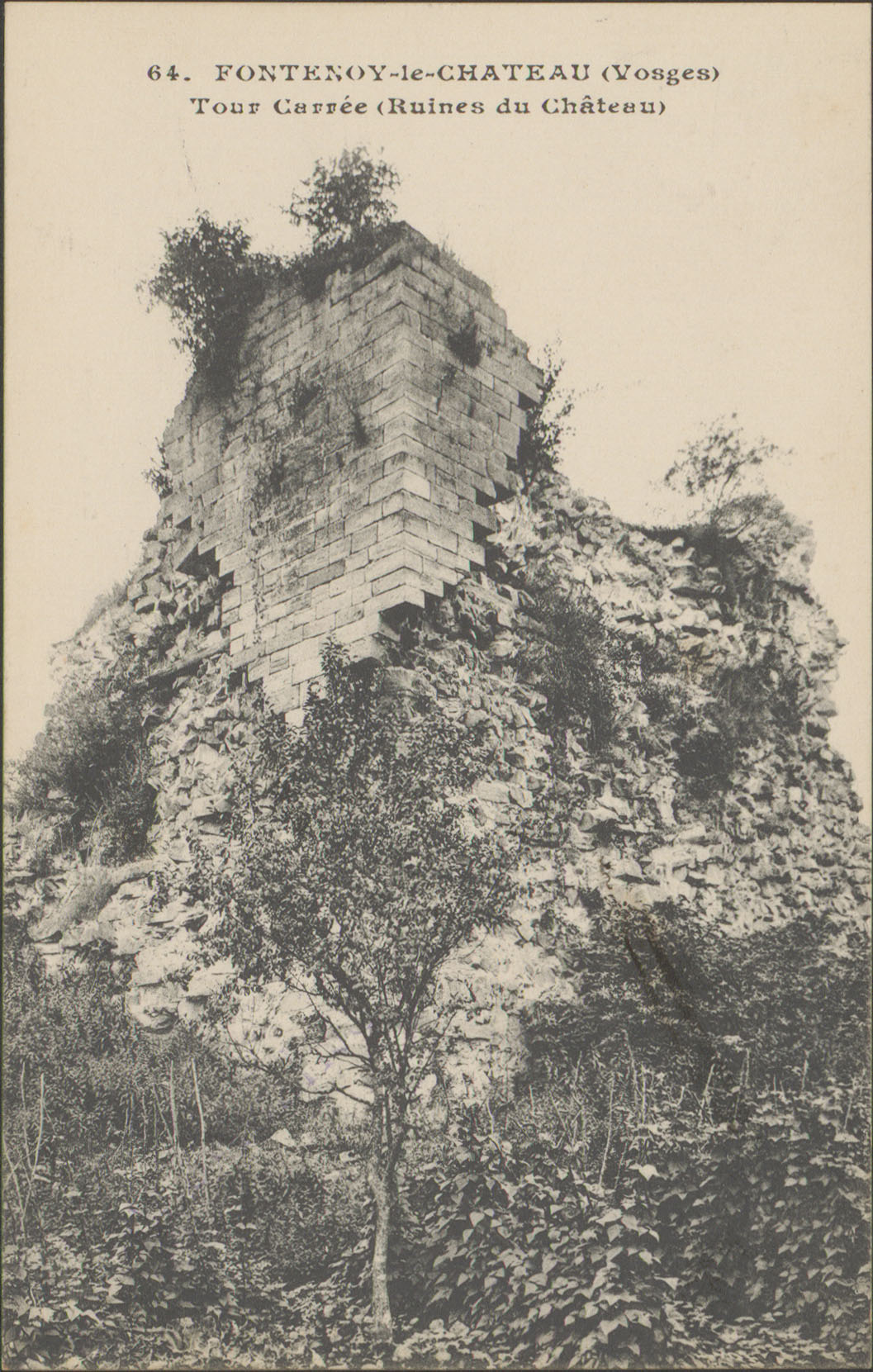
Tour carrée (Ruines du Château).
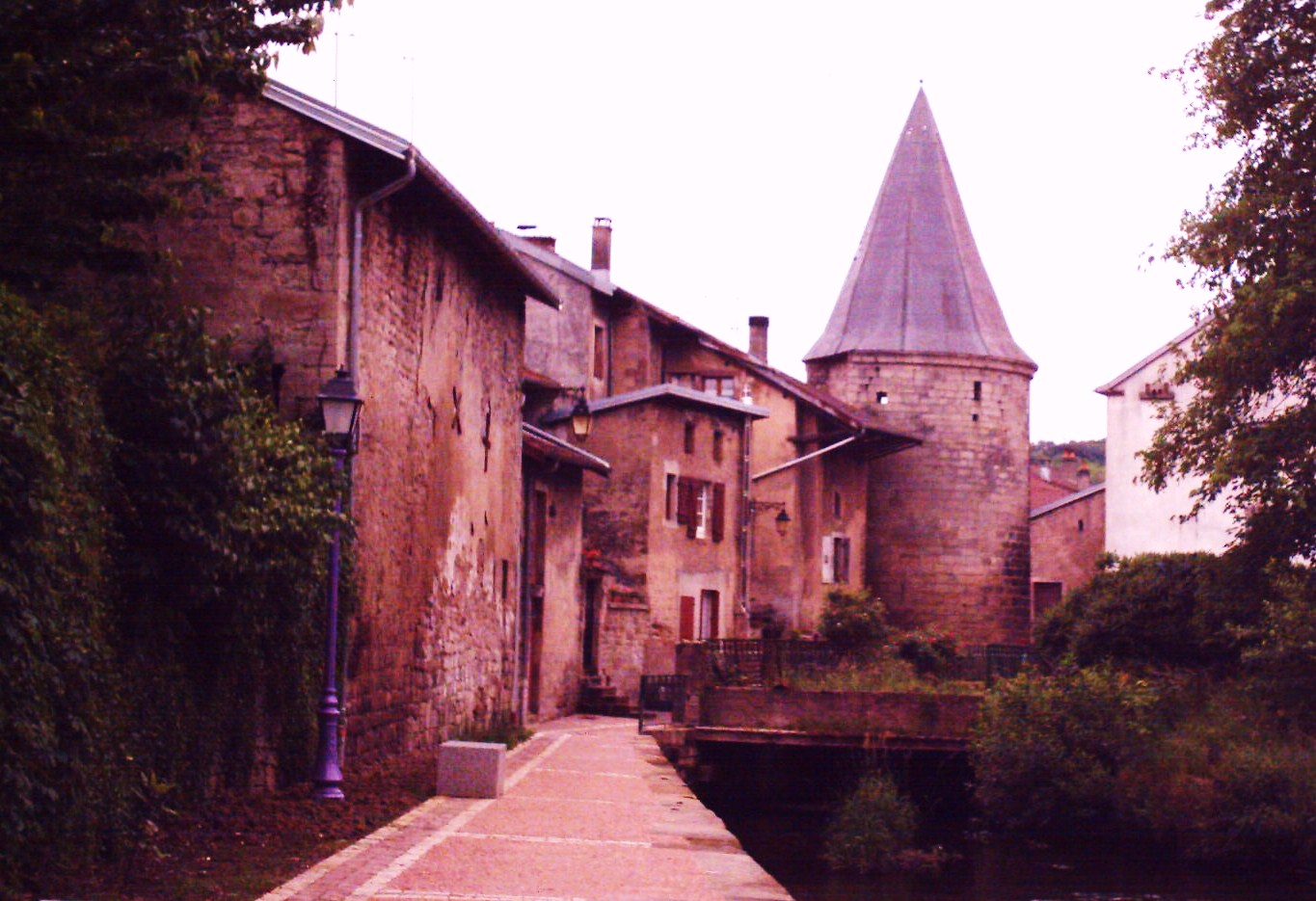
Tour des Lombards.
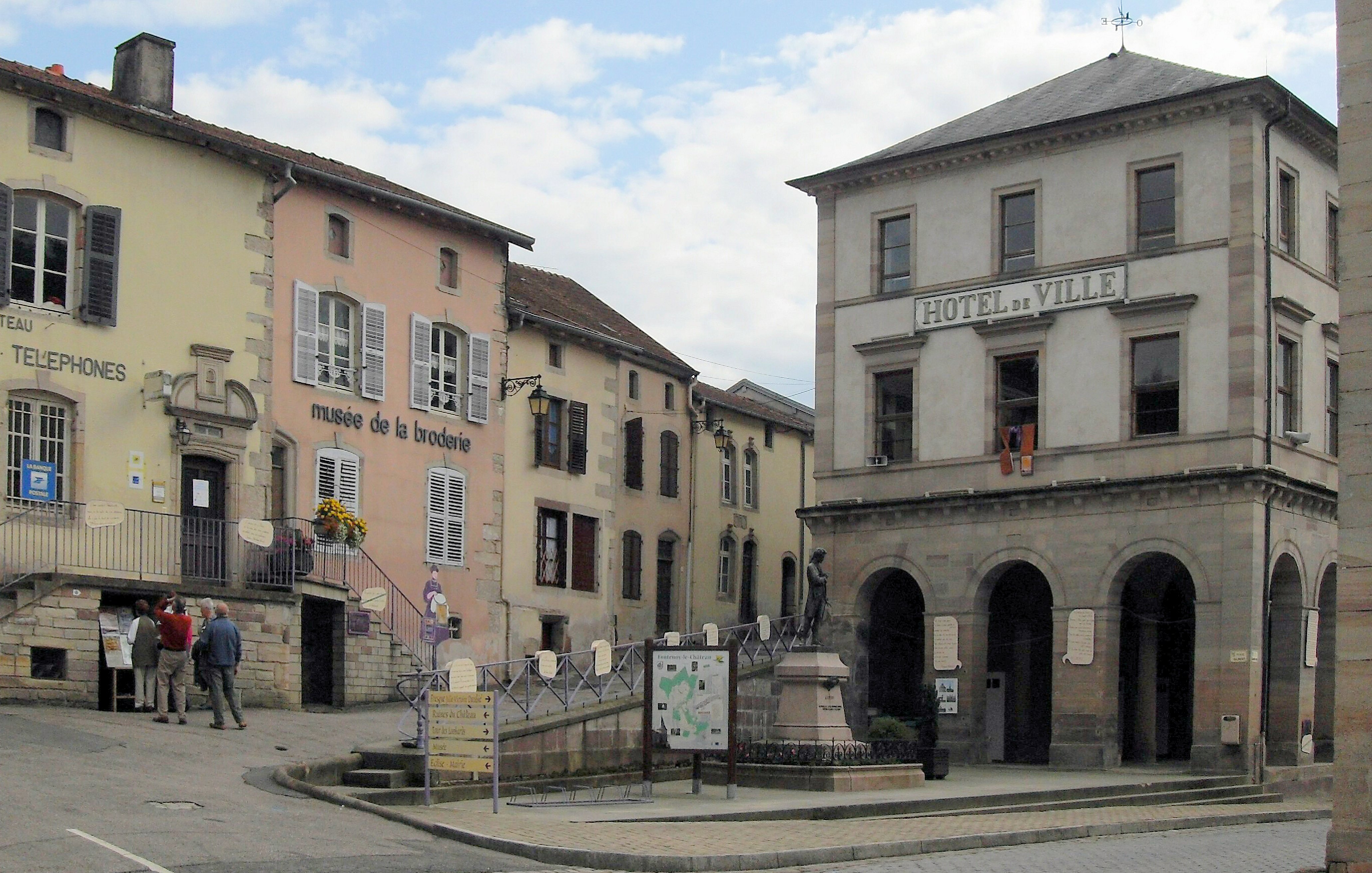
Hôtel de ville.

#### Monuments religieux
- Église Saint-Mansuy

L'église des XVe et XVIe siècles est placée sous le vocable de Mansuy de Toul et marque le rattachement de Fontenoy à l'évêché de Toul. L'église possède un orgue Henri Didier de 1891,,. On peut y admirer les fonts baptismaux offerts pour le baptême de Diane de Dommartin. Ces fonts baptismaux ont été restaurés en 2007.
Elle fait l’objet d’un classement au titre des monuments historiques depuis le 28 juillet 1922.
- Chapelle Notre-Dame du Bois-Banny

Vers le sud, sur la route de Saint-Loup-sur-Semouse se trouve la chapelle Notre-Dame du Bois Banny, lieu de pèlerinage depuis le XVIe siècle. Dans sa monographie Notre-Dame du Bois-Banny, l'abbé Constant Olivier avance  1539 comme date d'édification de la première chapelle en lieu et place du chêne qui servait d'abri à la statue de la Vierge. Ce sanctuaire reçu le nom de Notre-Dame-de-l'Annonciation mais la coutume ne le nomme que la Vierge du Bois-Banny. L'édifice souffre de la guerre de Trente Ans et doit comme Fontenoy attendre le XVIIIe siècle pour être relevé. Il échappe au saccage des révolutionnaires grâce aux ruses de Siméon-Florentin Daubié qui fait croire, par une mise en scène que la fureur publique a devancé les ordres du 27 vendémiaire an III.

« Le Directoire du District de Darney décrète que toutes les chapelles situées sur le territoire de son ressort, telles celles de Saint-Martin de Vioménil, Bonneval de Saint-Baslemont, La Brosse de Bains-les-Bains et plusieurs autres, seront non plus seulement fermées et interdites à la vénération publique, mais démolies de fond en comble. »

Malgré les réparations faites à la restauration du culte, il est nécessaire de rebâtir une nouvelle chapelle. Elle sera inaugurée le 16 août 1826. En 1873 ce sont plus de 6 000 pèlerins qui viennent remercier du départ des troupes prussiennes.
En 1902, devant l'afflux des visiteurs venus de la Franche-Comté limitrophe et de la Lorraine, la chapelle est agrandie et ne conserve que le fronton style néo-classique de celle de 1826
Le cantique à Notre-Dame du Bois Banny compte vingt-six couplets qui racontent l'histoire de la statue de la Vierge miraculeuse trouvée sur un chêne
- Chapelle Saint-Georges

Au cœur du vallon forestier du même nom, la chapelle Saint-Georges bâtie entre 1395 et 1415 a été édifiée, dit la légende, sur les lieux d'un combat mortel et fratricide. Deux frères aimaient la même femme et s'y entre-tuèrent. Leur mère pour assurer le salut de leurs âmes fit construire, à l'endroit même du duel, la chapelle assortie d'un ermitage. La chapelle, l’ermitage et les prés furent vendus comme biens nationaux lors la Révolution française et achetée par la Pierre et Jean-Claude Poirson. La trouble période révolutionnaire passée, ils rendirent la chapelle au père Passetemps curé de Fontenoy, et, un décret de Napoléon Ier du 28 messidor an XIII (17 juillet 1805) la rendit au culte.

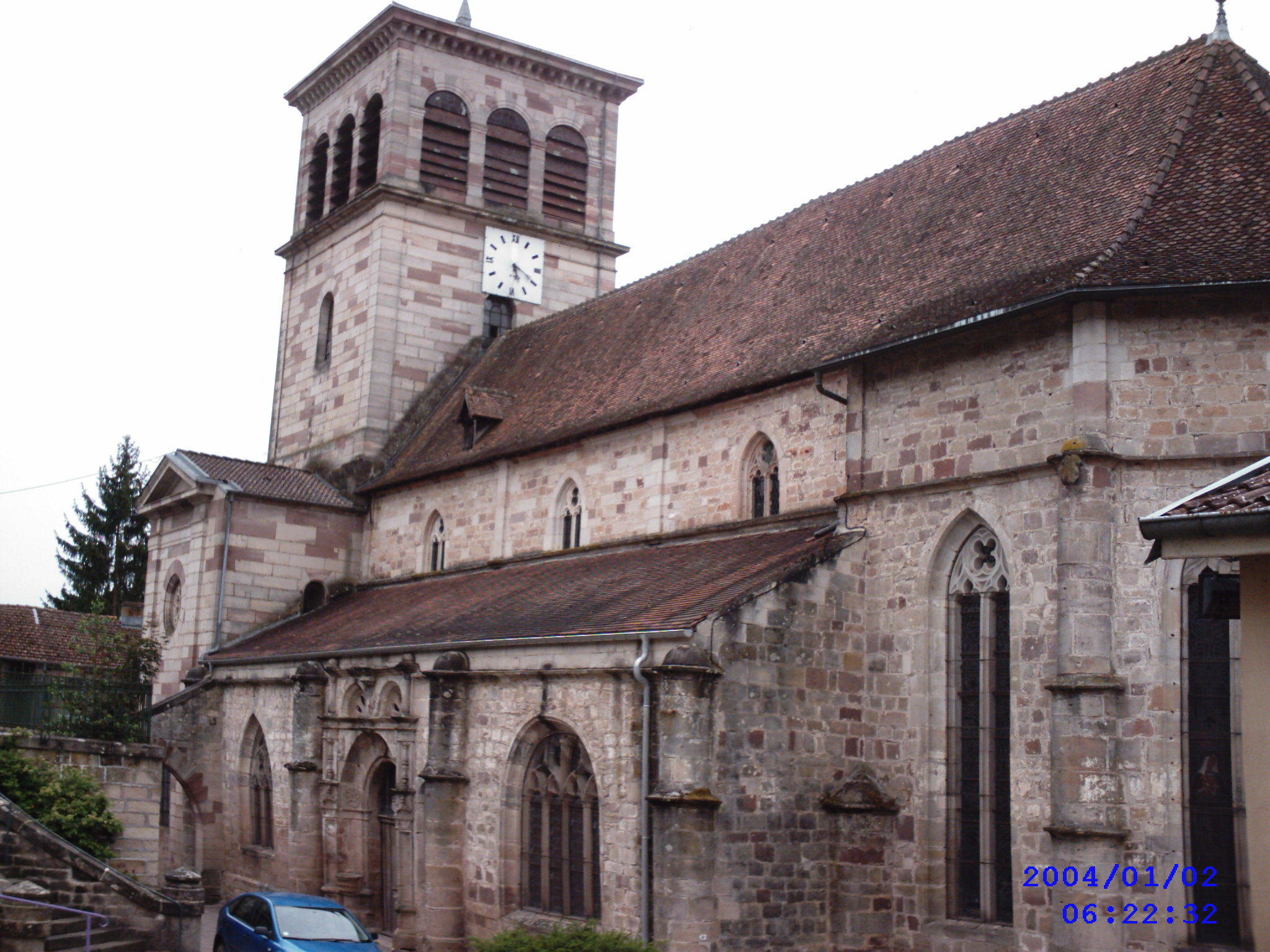
Église Saint-Mansuy.
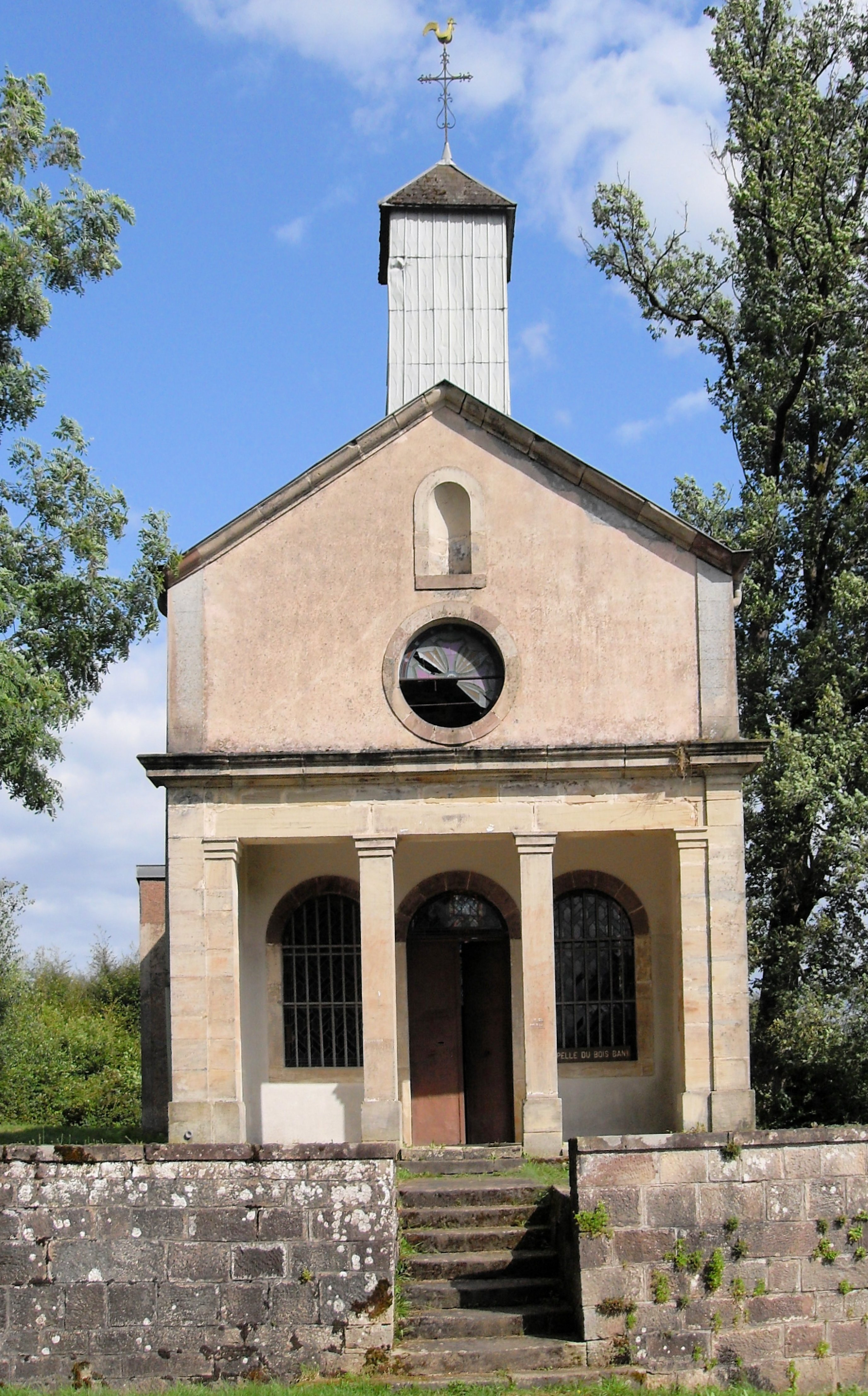
Chapelle du Bois Banny.
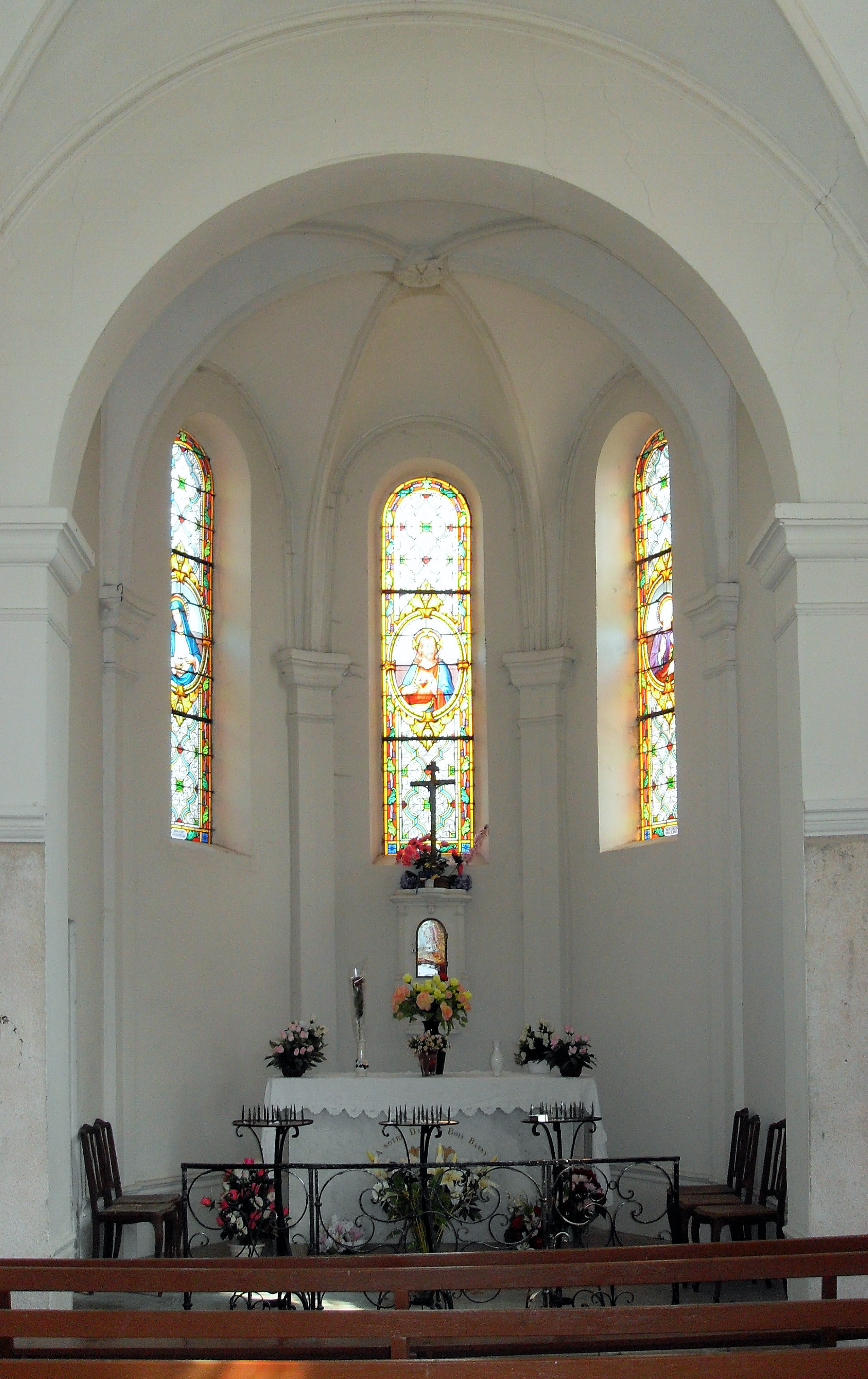
Chœur de la chapelle du Bois Banny.
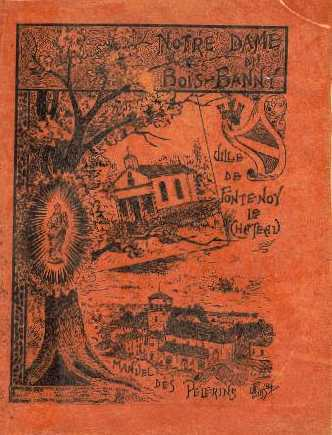
Manuel des pèlerins, Notre-Dame du Bois Banny.

#### Patrimoine industriel

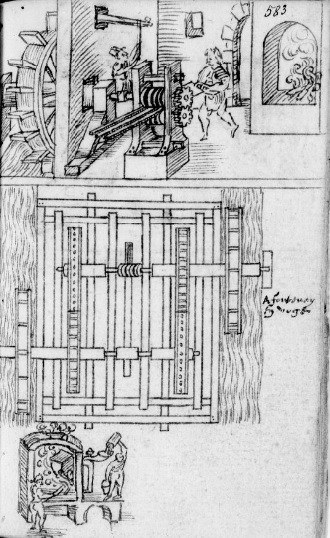
Plan d'un laminoir à Fontenoy vers 1650.

À Fontenoy-le-Château se trouvaient les plus anciennes forges de la vallée du Côney, il en est fait mention dès 1614. On trouve à la Bibliothèque nationale le dessin d'un laminoir relevé à Fontenoy dans la première moitié du XVIIe s.
- La Pipée , en amont de Fontenoy, sur le Côney, fut une papeterie jusqu'en octobre 1769. Achetée par Joseph-Antoine Vallet à Marie Gertrude de Huvé , le site devient une forge, puis une tréfilerie et enfin une clouterie. L'activité cessera en 1950[97]
- Affinerie et martinet dits Forge de Grurupt[98]
- Moulin Brûlé, en aval de Fontenoy où se tenait jusqu'au début du XIXe s. la forge Daubié-Colleuille[99], propriété des deux grands-pères de Julie-Victoire Daubié.

### Patrimoine culturel
- Musée de la broderie et de la métallurgie.
- Statue du poète Nicolas Gilbert d'après un modèle de Nicolas-Constant Cadé.
- Fresque murale géante en l'honneur de Julie-Victoire Daubié

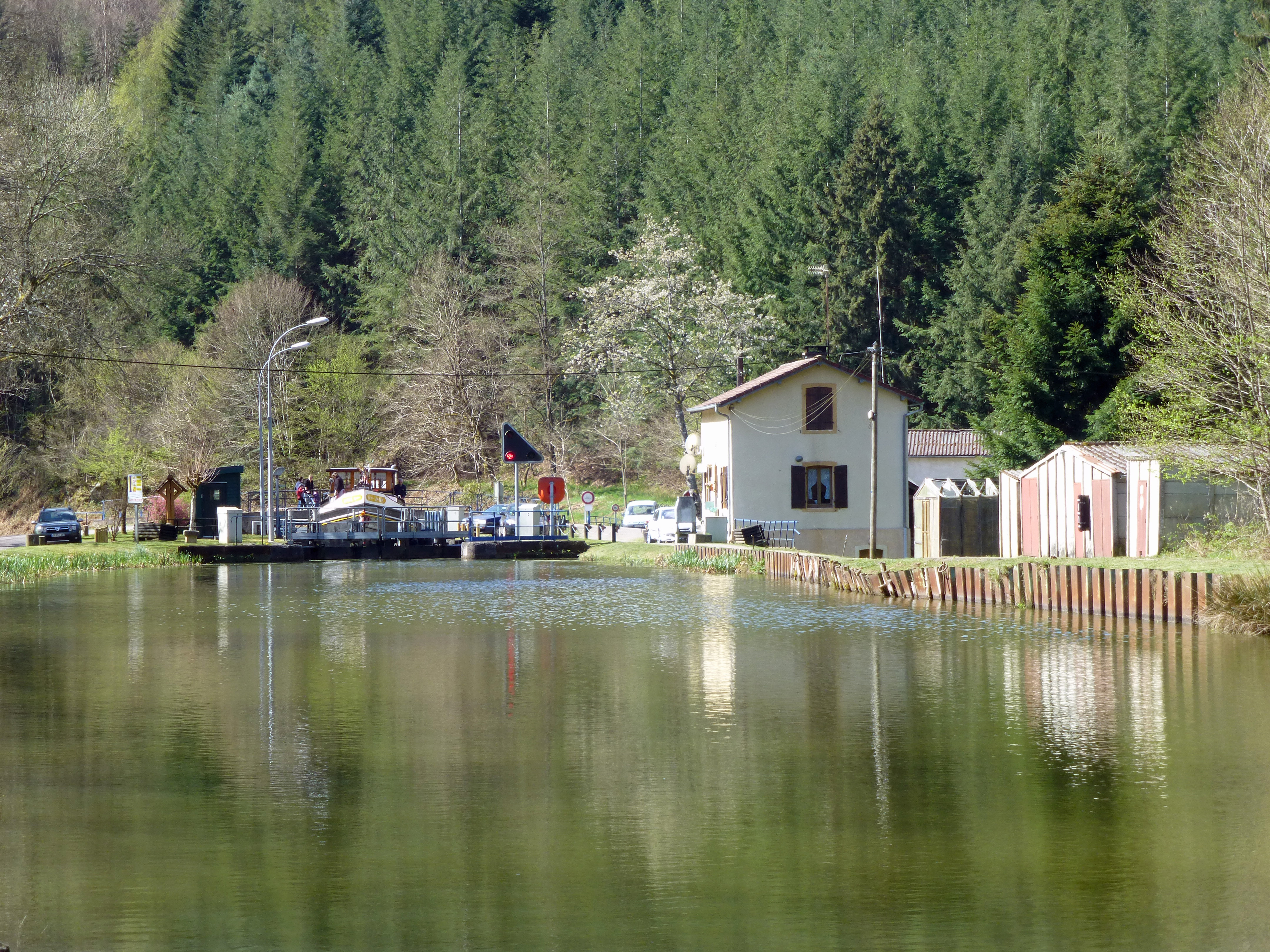
Le canal de l'Est au Grurupt.
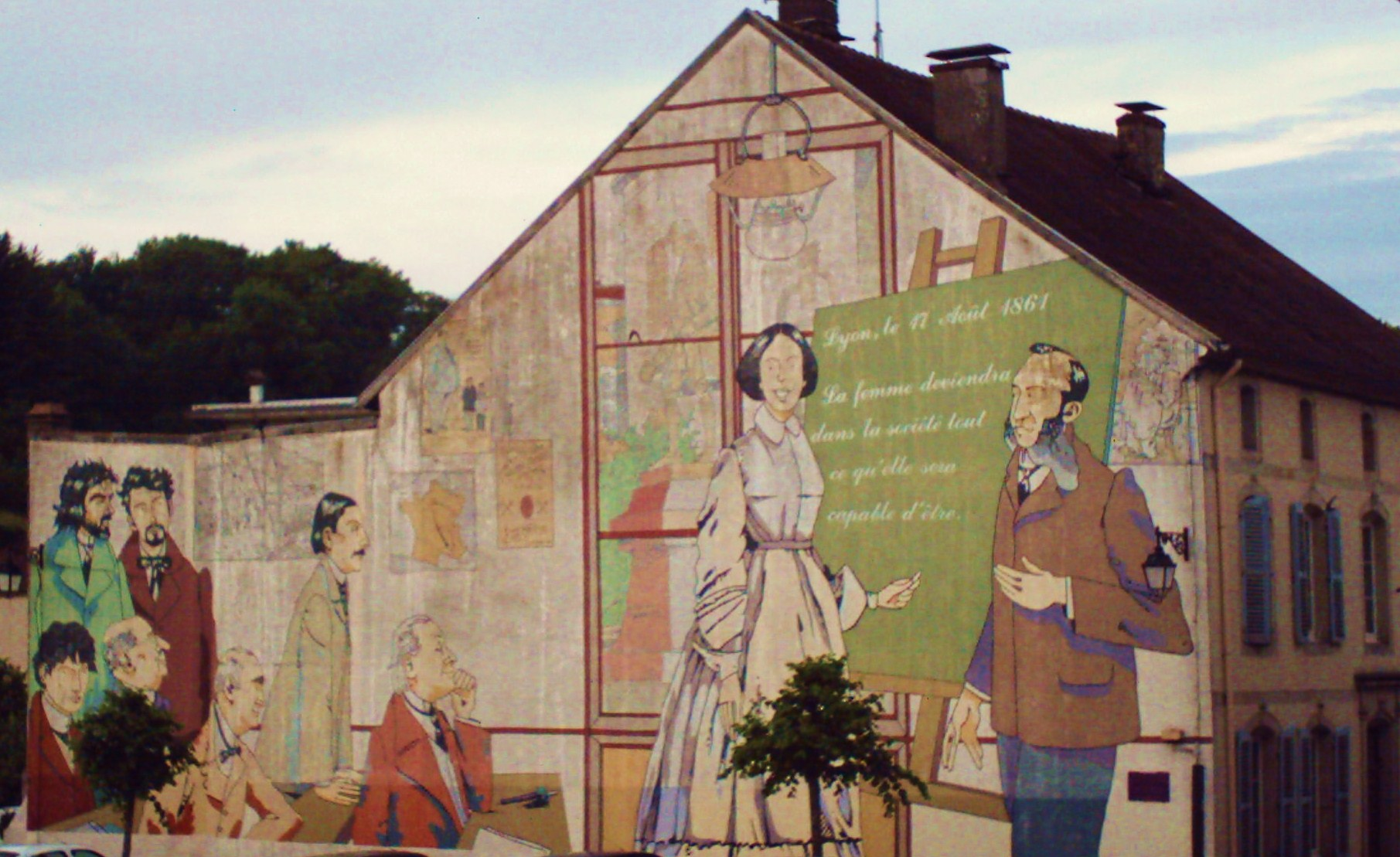
Fresque en l'honneur de Julie-Victoire Daubié.
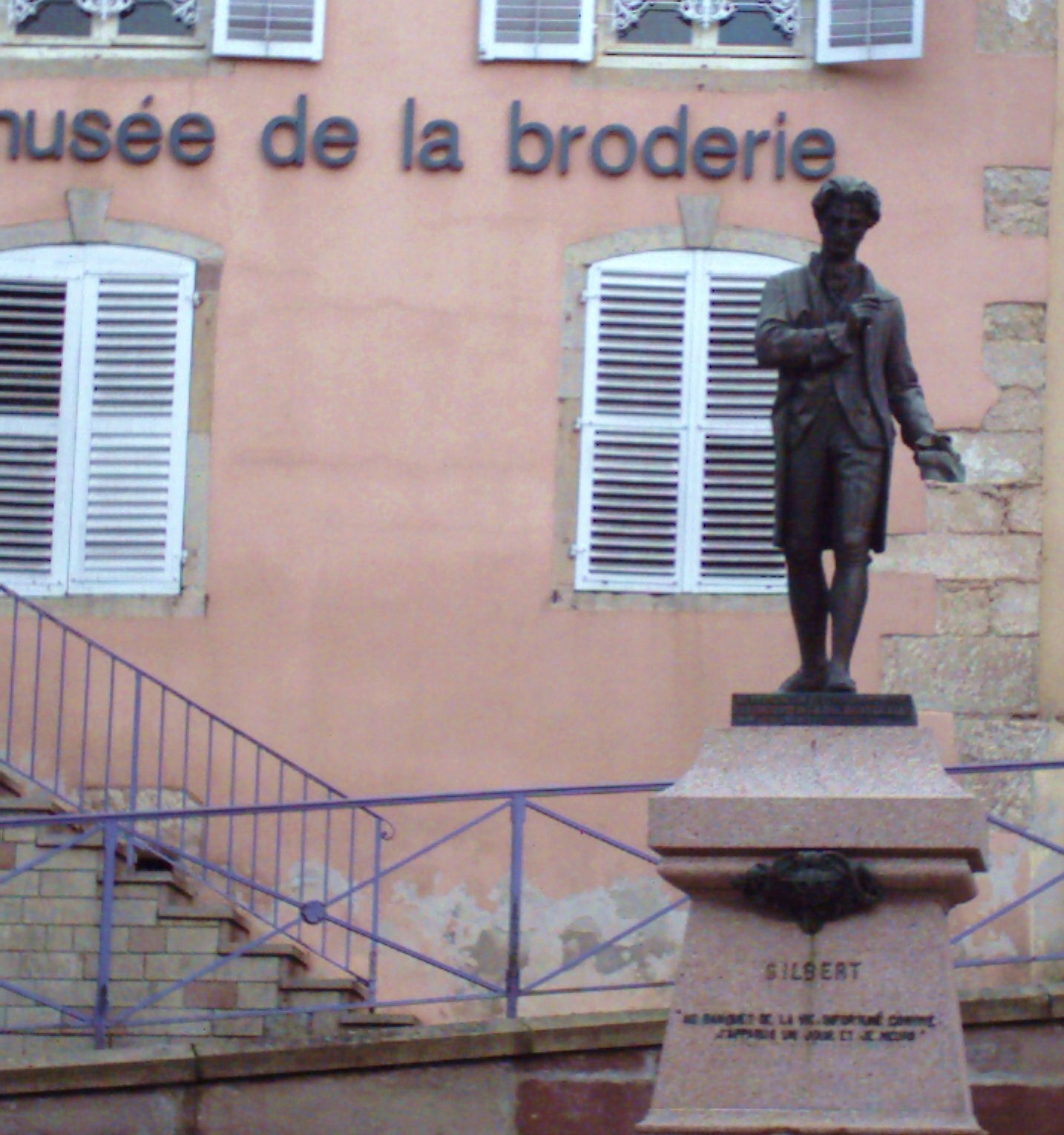
Statue du poète Nicolas Gilbert devant le Musée de la broderie.

### Patrimoine naturel, faune et flore
- Arborétum, route des Barraques.
- Sources chaudes (24 °C)[100] permettant le développement de plantes rares et protégées, cueillette interdite.
- Le grenier de l'école abrite une très importante colonie de grands murins, des chauves-souris, référencée par le Conservatoire des sites lorrains[101].

#### Les étangs

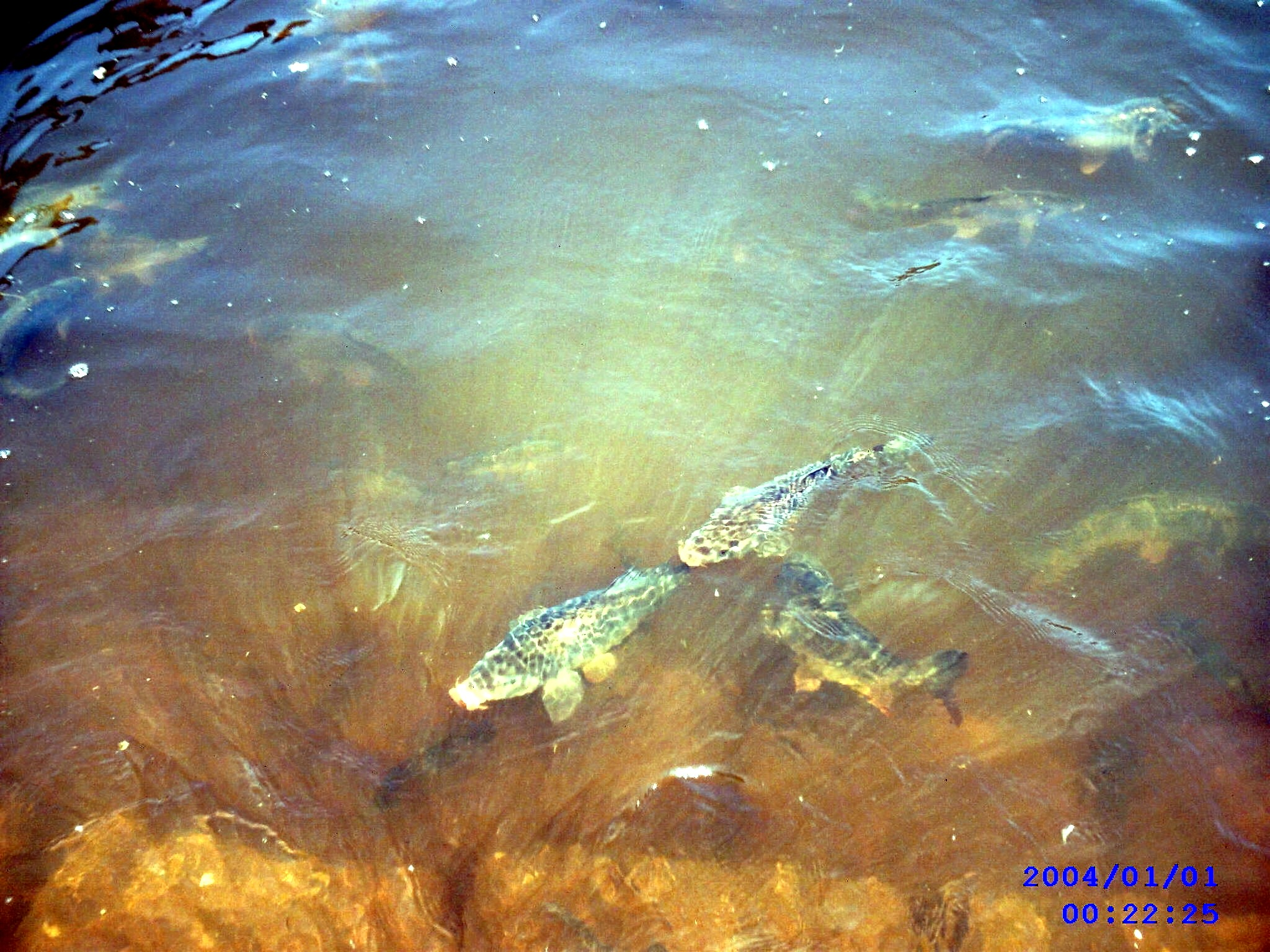
Carpes dans l'étang Chardin.

Les étangs : La Vôge offre des eaux abondantes et un sol peu perméable, deux conditions idéales pour la création d’étangs. Une première approche des documents d’archives (cadastres, état de sections, actes notariés) permet d’affirmer que le nombre des étangs, tant grands que petits, a dépassé la soixantaine sur le seul territoire de Fontenoy-le-Château. Actuellement, seuls en subsistent une trentaine, en comptant quelques créations récentes.
Dans une étude sur la toponymie fontenaicastrienne menée en 2006 par l’association des « Amis du Vieux Fontenoy », sont classés et répertoriés les noms des étangs. Sauf les créations récentes, qui souvent ne portent pas de nom, la plupart des étangs ont leur propre identité qu’on peut rattacher à quatre grandes catégories :
Noms de famille :
Sans doute les propriétaires à une période de l’histoire, peut-être les fondateurs ? On plonge alors directement dans le répertoire des familles anciennes et importantes de Fontenoy : Honoré, Gérard, Raguel, Piquet, Chardin, Finiels, Ory, Thierry, Rousselot, Maître Jacques, Matelot, pour les principaux.
Fonction :
Reflet d’une activité industrielle, on peut y ranger l’étang du Moulin de la Scie et les étangs de la brasserie qui permettaient chaque hiver la récolte de glace, convoyée par chariots jusque dans les profondes caves qui existent toujours.
Histoire :
L’étang Chastelain, sur le ruisseau de la Carotte, au pied du château, participait au système de défense de la place-forte, avec un système de vannage complètement disparu.
Noms en rapport avec le lieu :
L’étang des Breuillots (de breuil, petite forêt, buissons), des Arsondieux (arson désigne en vieux français l’action de brûler, ce que l’abbé Olivier avait déjà traduit par : lieu défriché par le feu), l’étang Saint-Georges, voisin de la chapelle éponyme, étangs des Blanches Épines, disparus, mais les épines (blanches) y fleurissent toujours ; et d’une manière générale, tous ceux qui ont pris le nom du lieu-dit voisin : étangs des Calois, de la Côte, de la curtille Voirin, des Cailloux...
Une liste de noms d’étangs sur la commune de Fontenoy, glanés au travers de divers documents anciens.
Rive gauche du Côney : étangs des Breuillots, Arsondieux, Rousselot, le Fourneau, la Violette, Saint-Georges, maître Jacques, La Goulière, Conois, du moulin de la scie, de la grange Chevalier, de la grange Lhuillier, de la Fontaine, de la scie le Sapin, des Lors, le Bateau, Mergot, Aubry ou Ory, des Molières, Michel, Chastelain, de la Curtille des Faulx.
Rive droite du Côney : étangs de la Côte, des Calois, la Dame, Chardin, Marc Gérard, Matelot, Jean Gauthier, des Cailloux, du Sappin, Joseph Colotte, de la curtille Voirin, Thierry, Raguel, Piquet, Chardonneret, Grand-père, Léger, de la Coste, Honoré, de la Tenaille, de la scie des Glins, Chatard, Alexandre, de la scie Blancheville, les Neuf étangs (Petit et Grand), Finiel, Potier, la Conaille, du Canton, du Grurupt, la Brenière, de la scie le Sucre, des blanches Épines, des Blinottes, Hassard, de la brasserie.

### Personnalités liées à la commune

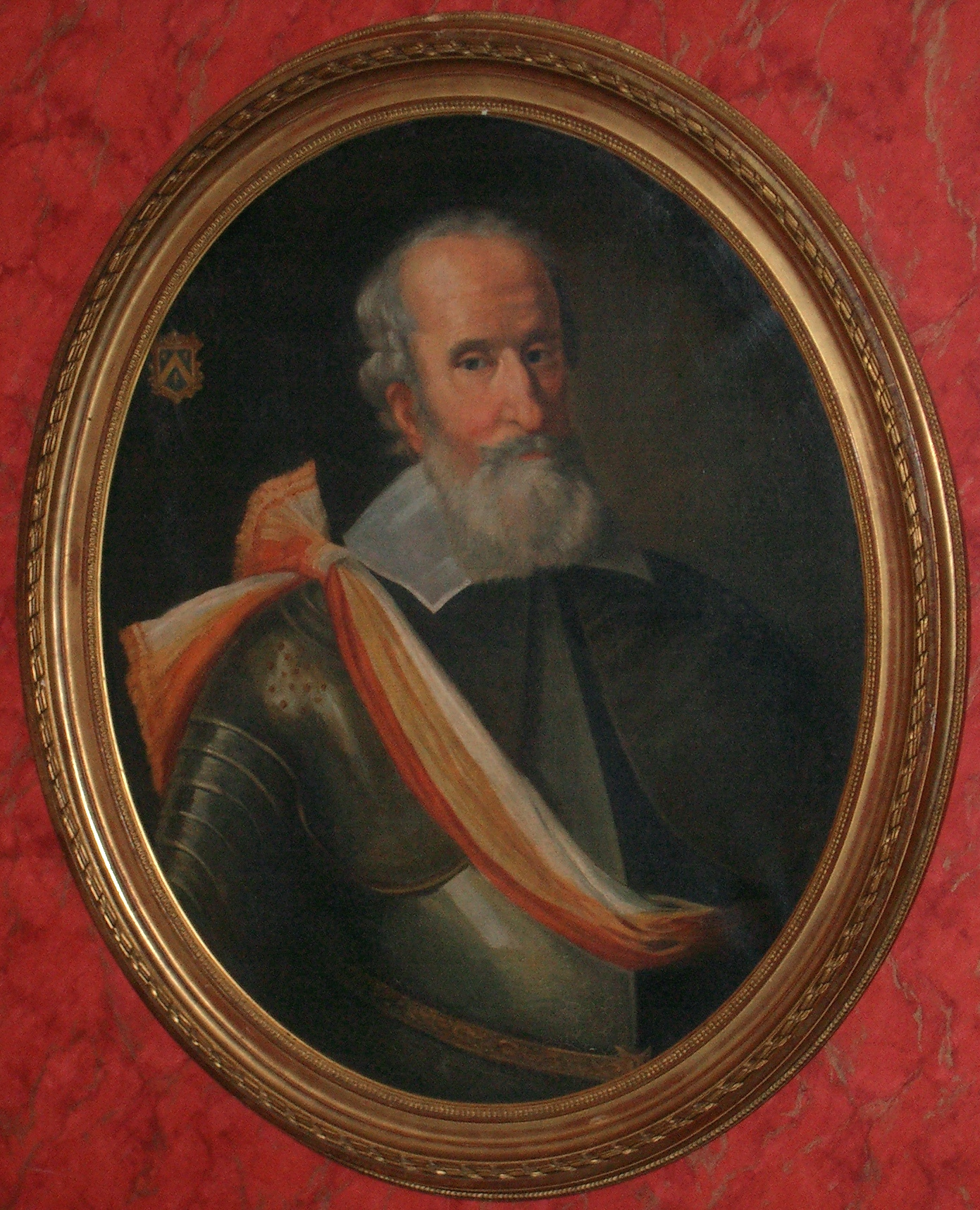
Jacques de Huvé.
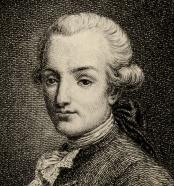
Nicolas Gilbert.
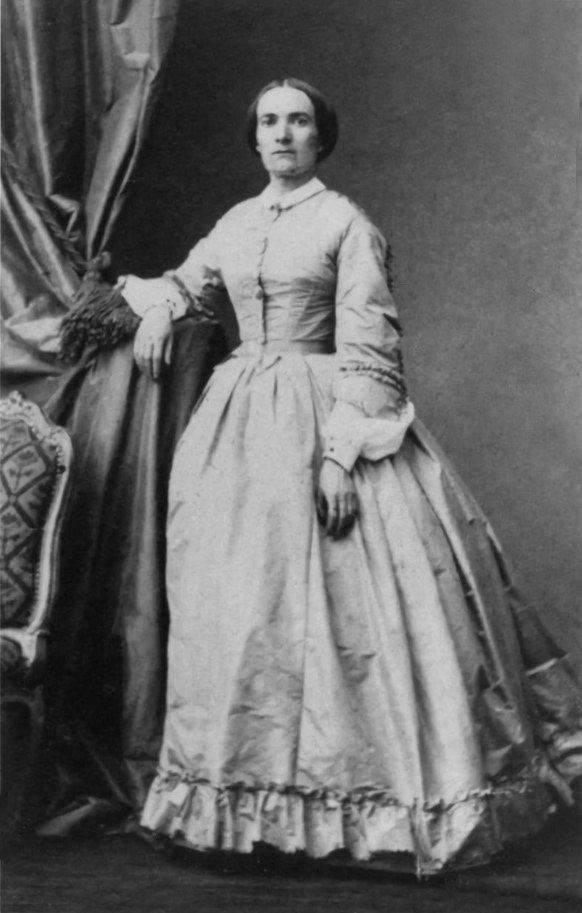
Julie-Victoire Daubié, photo atelier Pierre Petit 1861.
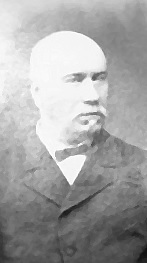
Joseph-Gabriel Mercier
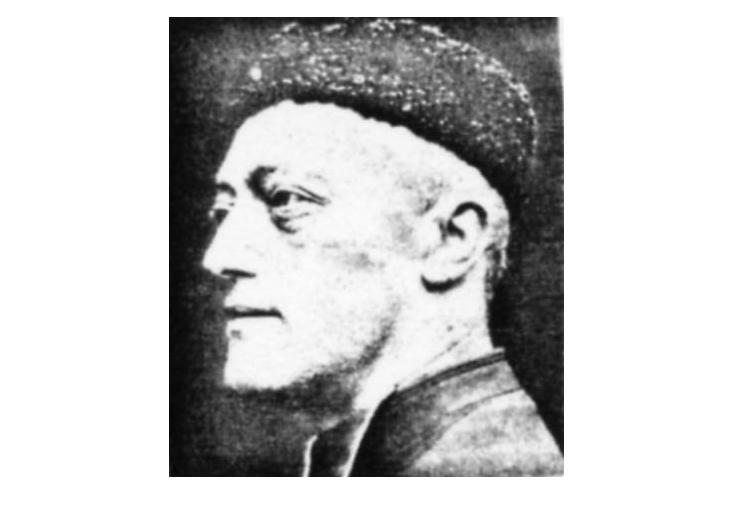
Constant Olivier.

- Jacques de Huvé (av. 1620-ap. 1670), seigneur de Xertigny et du Clerjus, capitaine châtelain de la ville et du comté. À la tête des sujets de sa capitainerie, fit lever le siège de Remiremont en 1638 contre les Français commandés par Turenne[103]. Il fut anobli par lettres patentes du date 12 janvier 1657[104].
- Antoine Michel de Huvé[105] né à Fontenoy le 8 janvier 1757 et mort à Nancy après 1805, chanoine au chapitre de Saint-Dié il choisit l'exil pendant la Révolution française. Il s'illustrera par l'organisation des secours apportés aux prisonniers français de l'Autriche et retenus en Transylvanie[106],[107]. à Gross-Waradin[108]. À son retour d'exil il sera rattaché au Chapitre de chanoines de la cathédrale de Nancy.
- Nicolas Gilbert (1750-1780), poète, né à Fontenoy-le-Château.
- Jacques Brenière (1759-1783), né à Fontenoy-le-Château, enrôlé dans le Régiment de Bourbonnais, compagnie de Chalvet il meurt à Baltimore le 7 mars 1782[109].
- Sébastien Mathieu[110], né en 1786 et mort en 1869, chevalier de la Légion d'honneur, grenadier de la garde impériale en 1809, assiste aux adieux de Fontainebleau. Il est un des six Vosgiens à avoir suivi l'Empereur à l'île d'Elbe. Il arrive à l'île d'Elbe le 26 mai 1814. Napoléon s'occupa alors à organiser sa garde, il forma un bataillon auquel il donna son nom et le divisa en six compagnies. Sébastien Mathieu fut affecté à la troisième compagnie[111] vieille garde, bataillon de l'Ile d'Elbe, fait chevalier de Légion d'honneur à bord de l'Inconstant "non maintenue", puis le 8 août 1834[112], en 1855 il reçoit une gratification de 467 fr. prélévée sur le legs de Napoléon 1er en faveur des blessés de Waterloo et de Ligny[113]; il postule pour une pension en 1862[114]. Titulaire de la médaille de Sainte-Hélène.
- Lucien Boullangier (1803-1873), chanoine de Saint-Dié, curé d'Épinal réputé pour ses sermons[115].
- Joseph-Florentin Daubié, frère de Julie-Victoire, né le 23 septembre 1810, prêtre et auteurs d'ouvrages religieux dont le Catéchisme des villes et des campagnes, Catéchisme expliqué par des sous-demandes et des sous-réponses, à l'usage des premiers et seconds communiants et Instructions et conseils au congréganistes édition Vagner, Nancy, 1848.
- Julie-Victoire Daubié (1824-1874), première femme bachelier, journaliste, morte à Fontenoy-le-Château.
- Joseph Mercier, (1836-1897), né à Fontenoy, député de la Haute-Saône, maire de Passavant-la-Rochère.
- Constant Olivier (1862-1919), historien, prêtre, né à Fontenoy-le-Château.
- Arsène Remond dit "le Colosse jurassien" né à Offlanges le 21 septembre 1882 et mort à Fontenoy-le-Château le 4 juillet 1935, a pesé 311 kg et est réputé avoir été le plus lourd Français de l'histoire.
- Marguerite Lemaire dite Ghy-Lemm (1888-1962), peintre.
- André Henry (1934), instituteur syndicaliste, militant associatif et homme politique, ministre du Temps libre en 1981, né à Fontenoy-le-Château.
- Antoine-Benjamin Pottecher, né à Fontenoy en 1810 et mort à Nice en 1875, manufacturier[116]. Il est le grand-père de Frédéric Pottecher et le père de Maurice Pottecher.
- Colette Magny (1926-1997), chanteuse, auteur-compositeur et interprète française, alors en résidence à Fontenoy-le-Château[117], elle enregistre avec les enfants de l'IMP le disque Je veux chaanter en 1979.

### Héraldique

#### Blasonnements anciens
|  | Armes de la famille de Neufchâtel Écartelé aux 1 et 4 de gueules à la bande d'argent et aux 2 et 3 de gueules à l'aigle d'argent. |

|  | Armes de la famille de Dommartin De sable à la croix d'argent. |

|  | Armes de Diane de Dommartin : De gueules aux deux deltas d'or entrelacés. |

|  | Armes de la famille Croÿ-Havré : Écartelé: aux 1 et 4, d'argent, à trois fasces de gueules (de Croÿ) ; aux 2 et 3, d'argent, à trois doloires de gueules, les deux du chef adossées Casque couronné. |

|  | Fontenoy-le-Château a eu pour armes : D'azur à une étoile d'or à cinq branches. Ces armes sont celles également portées sur le sceau de tabellionage, un exemplaire est visible aux archives départementales de la Haute-Saône. |

#### Blasonnement actuel
| Blason de Fontenoy-le-Château | Blason  | D'azur, à la cotice, du sixième de l'écu, d'argent ; au franc quartier, du neuvième de l'écu, à senestre, de gueules, à l'N d'argent, surmontée d'une étoile rayonnante, du même ; l'écu sommé d'une corbeille d'argent remplie de gerbes d'or, à laquelle sont suspendus deux festons servant de lambrequins, l'un, à dextre, d'olivier, l'autre, à senestre, de chêne, de sinople, noués et rattachés par des bandelettes de gueules.                                      |
| Blason de Fontenoy-le-Château | Détails | Le décret du 29 juin 1867 autorise Fontenoy-le-Château à reprendre les armoiries dont elle était anciennement en possession lesquelles seraient revêtues du signe distinctif, et accompagnées des ornements extérieurs adoptés pour les communes et pour les villes de troisième classe. La lettre patente portant concession d'armoiries faite au palais des Tuileries du 8 janvier 1868 en donne la description ci-dessus Le statut officiel du blason reste à déterminer. |

## Pour approfondir